# Lista de canções gravadas por Mariah Carey
A seguir se apresenta a lista de canções gravadas por Mariah Carey, uma cantora, compositora e produtora musical norte-americana cuja discografia consiste em quinze álbuns de estúdio — incluindo uma banda sonora e dois álbuns de natal — dois álbuns de compilação, um álbum de grandes êxitos, um álbum de remixes e um extended play (EP). Após trabalhar como vocalista de apoio para a cantora norte-americana Brenda K. Starr por um tempo, Carey assinou um contrato discográfico com a editora discográfica Columbia, na qual o empresário Tommy Mottola era o presidente. O seu álbum de estreia homónimo, lançado em 1990, baseia-se em ré-gravações masterizadas de várias músicas que ela já tinha composto durante os seus tempos de escola secundária juntamente com o colega Ben Margulies. Para além de sete músicas que foram retiradas da gravação demo que Carey havia entregue a Mottola, quatro outras faixas foram compostas e produzidas por Margulies e outros produtores populares. Embora tenha causado um enorme impacto na indústria musical pop, Carey expressou interesse em alterar a sua sonoridade e desviar de gravações desse género para o seu segundo trabalho de estúdio, Emotions (1991), no qual assumiu maior controle da sua transição e fez infusões de géneros musicais e melodias. Dentre a variedade de músicos e produtores com quem trabalhou, destaca-se Walter Afanasieff, o único que também esteve envolvido na elaboração do disco anterior. Music Box (1993), o seu terceiro grande projecto, marcou a primeira vez que Carey trabalhou com o compositor Dave Hall e a terceira que Afanasieff colaborou consigo em um álbum. Aquando do sucesso do seu terceiro trabalho de estúdio, houve especulações sobre o novo projecto que estaria em andamento, que não foi confirmado até Outubro de 1994, apenas um mês antes do seu lançamento oficial. Mais tarde, Merry Christmas foi revelado como sendo um álbum de natal.

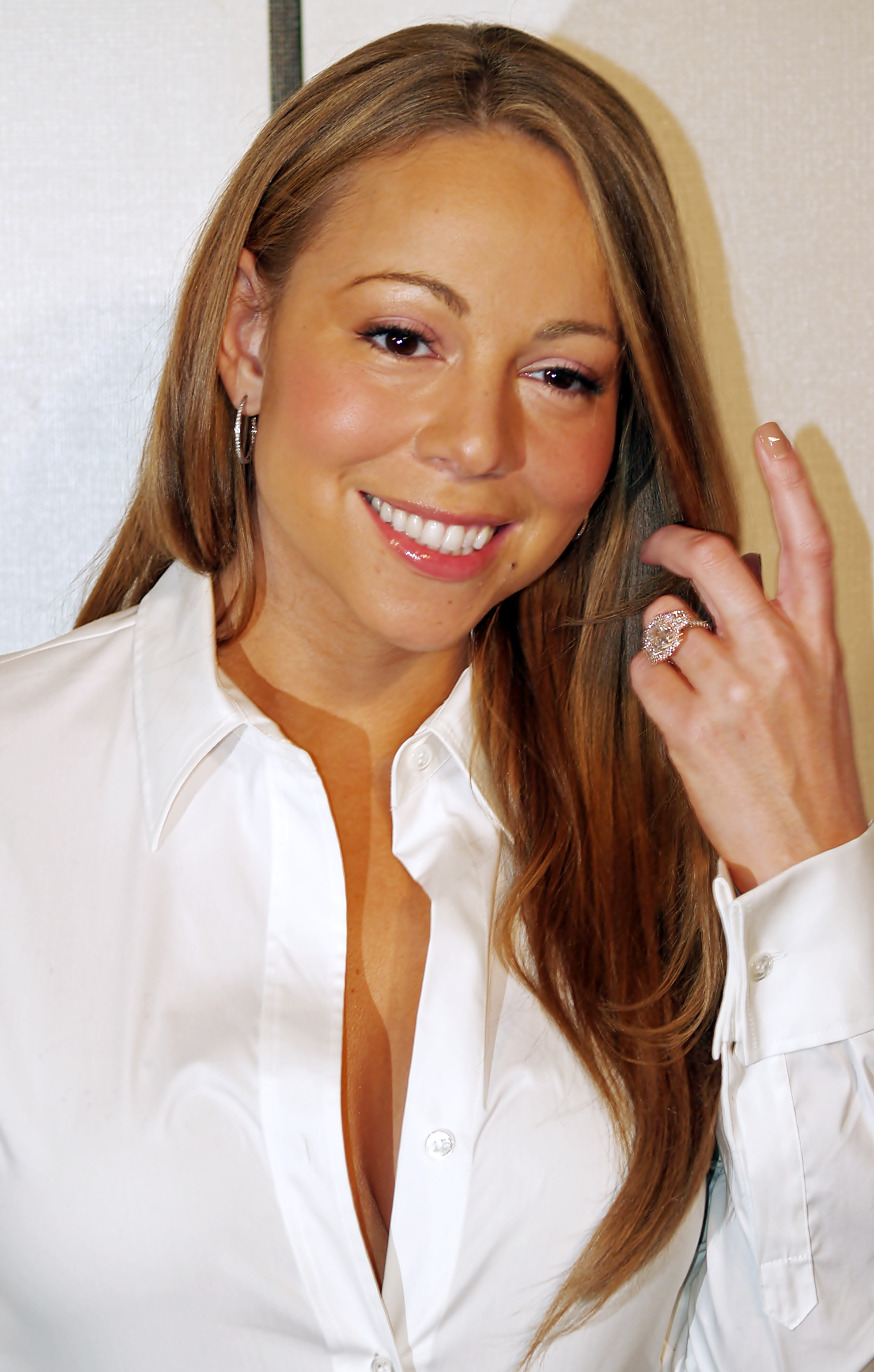
Mariah Carey fotografada em 2008. Além de cantora, Carey é também compositora e produtora musical, sendo responsável pela composição e produção de todo o seu material original.

Em meados de 1995, Carey anunciou que o seu quinto projecto iria assumir uma nova direcção. Além de ser o segundo maior vendedor de Carey até hoje, Daydream (1995) serviu como o seu álbum mais pessoal e directamente influenciado pelos acontecimentos da sua vida no momento. Enquanto a sua editora permitiu mais clemência à Carey com o seu novo som, os executivos tornaram-se hesitantes quando ela convidou Ol' Dirty Bastard a participar na remistura oficial de "Fantasy". Outros colaboradores novos com quem trabalhou foram Jermaine Dupri, Manuel Seal, Jr., David Morales e Babyface. Este novo género musical foi predominante nos seus projectos subsequentes da década de 1990, que a viram colaborar com Bone Thugs-n-Harmony, Jay-Z, Snoop Dogg, Joe, Da Brat, Missy Elliott, entre outros. Após passar por um período de sucesso moderado com os álbuns Glitter (2001) e Charmbracelet (2002) e um internamento em uma instituição psiquiátrica, Carey conseguiu fazer um retorno grandioso à cena musical com os projectos The Emancipation of Mimi (2005) e E=MC² (2008), ambos álbuns multi-platinados que alcançaram o número um nos EUA.
Carey compõe e produz todo o seu material original. De todos os seus dezoito número uns nos Estados Unidos, uma quantidade recorde para artistas a solo, ela foi creditada como compositora em dezassete deles. Em Emotions, foi inteiramente responsável pela escrita das letras de todas as canções e co-compôs a música com outros colaboradores, uma prática que viria a se repetir até 1997. Em uma entrevista para a CNN a 7 de Setembro de 2012, na qual foi honorificada pela Broadcast Music Incorporated pelos seus feitos como compositora, Carey declarou que "Close My Eyes" (1997) é uma das suas obras favoritas e mais reveladoras que já escreveu, afirmando que não são sempre as suas canções que alcançaram o primeiro posto da tabela musical dos EUA ou as suas canções-assinatura que são as suas favoritas, mas sim os "trabalhos obscuros pouco divulgados inclusos em álbuns." Quando questionada sobre como se sentia a respeito dos seus singles que alcançaram a primeira posição da tal tabela musical, tais como "Hero" (1993), "We Belong Together" (2005) e "Touch My Body" (2008), a cantora revelou que "eu sempre amarei estas canções, [mas] eu amo mesmo as canções obscuras porque elas são muito ligadas ao meu coração." Carey citou também "Looking In", "I Am Free" e "Underneath the Stars", todas inclusas em Daydream (1995), como algumas das suas composições favoritas. "All I Want for Christmas Is You" é hoje a canção de natal moderna de maior sucesso no mundo, especialmente no Japão, onde foi a primeira a receber o certificado de disco de diamante Em 2017, a revista Billboard listou "It's a Wrap" (2009), "Lead the Way" (2001), "There for Me" (2001), "The Roof (Back in Time)" (1997) e "Thank God I Found You" (Make It Last Remix) (1999) como as cinco canções menos apreciadas de Carey.
Além de compor e produzir o seu material original, Carey também faz versões cover de canções de outros artistas, inclusive "I'll Be There" (1992) — gravada ao vivo com participação do seu amigo e vocalista de apoio Trey Lorenz — que alcançou o primeiro posto nos EUA. Outras versões cover incluem "Open Arms" de Journey, "Without You" de Badfinger, "Against All Odds (Take a Look at Me Now)" de Phil Collins, "Bringin' On the Heartbreak" de Def Leppard, "I Want to Know What Love Is" de Foreigner, e "One More Try" de George Michael. Em 1998, a artista gravou uma versão de "I Still Believe", gravada originalmente por Starr, para o seu álbum de números uns como um agradecimento por lhe ter ajudado a entrar na indústria.

## Canções

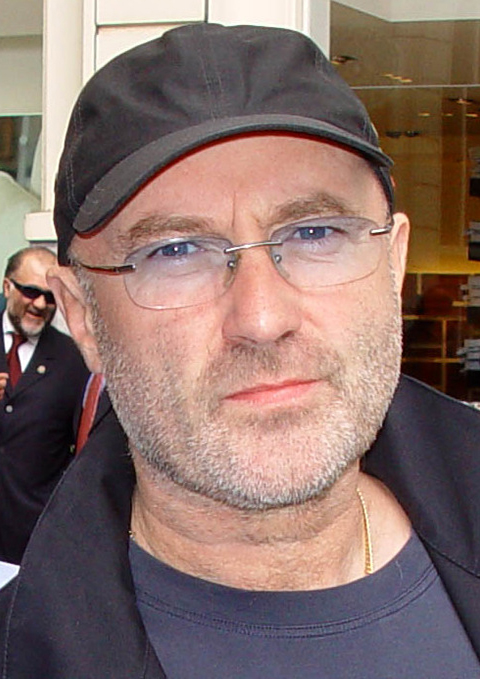
Em 1999, Carey gravou uma versão cover de "Against All Odds (Take a Look at Me Now)", composta e originalmente gravada por Phil Collins, para Rainbow.

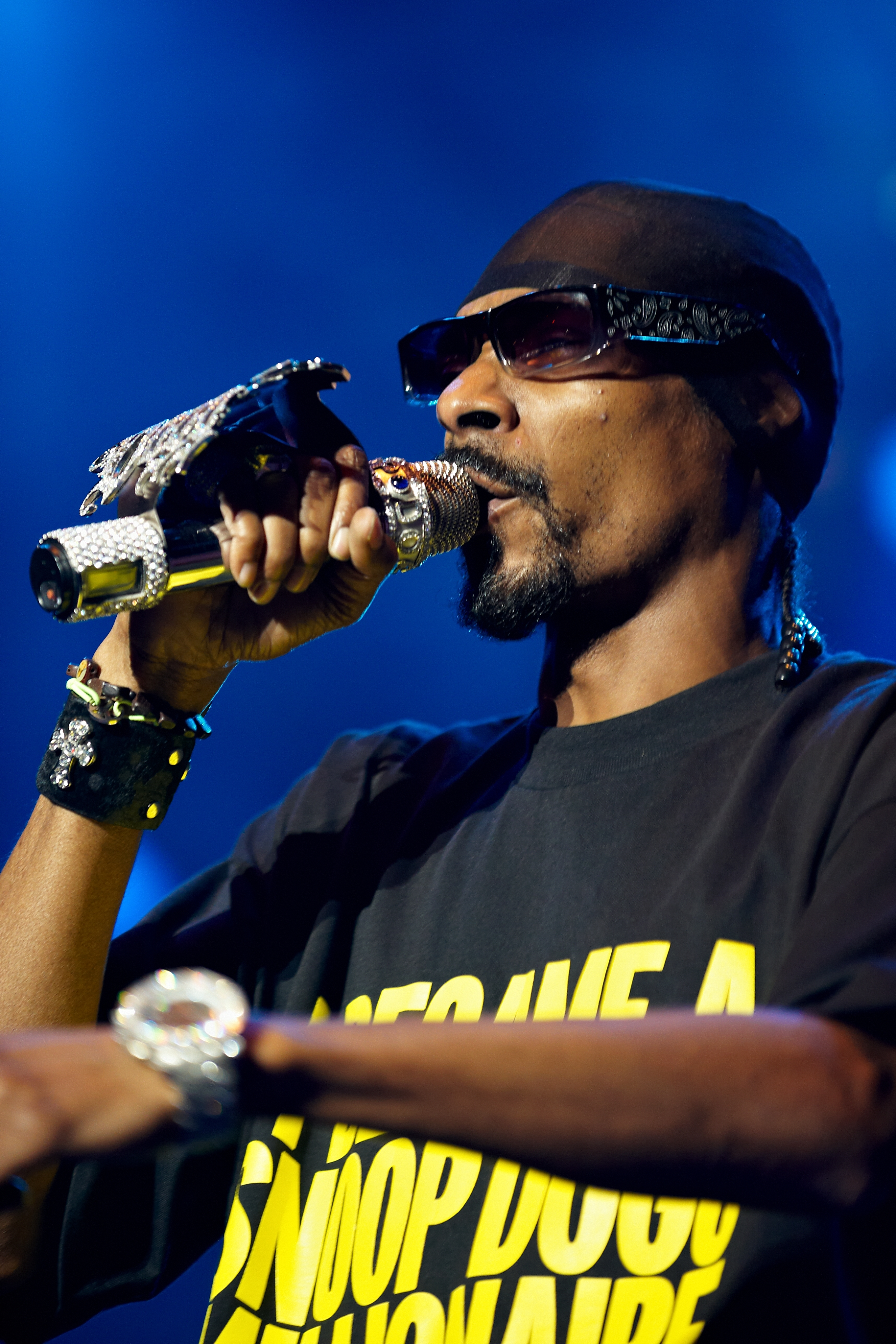
O rapper Snoop Dogg já trabalhou com Carey em duas canções: "Crybaby" (1999) e "Say Somethin'" (2005).

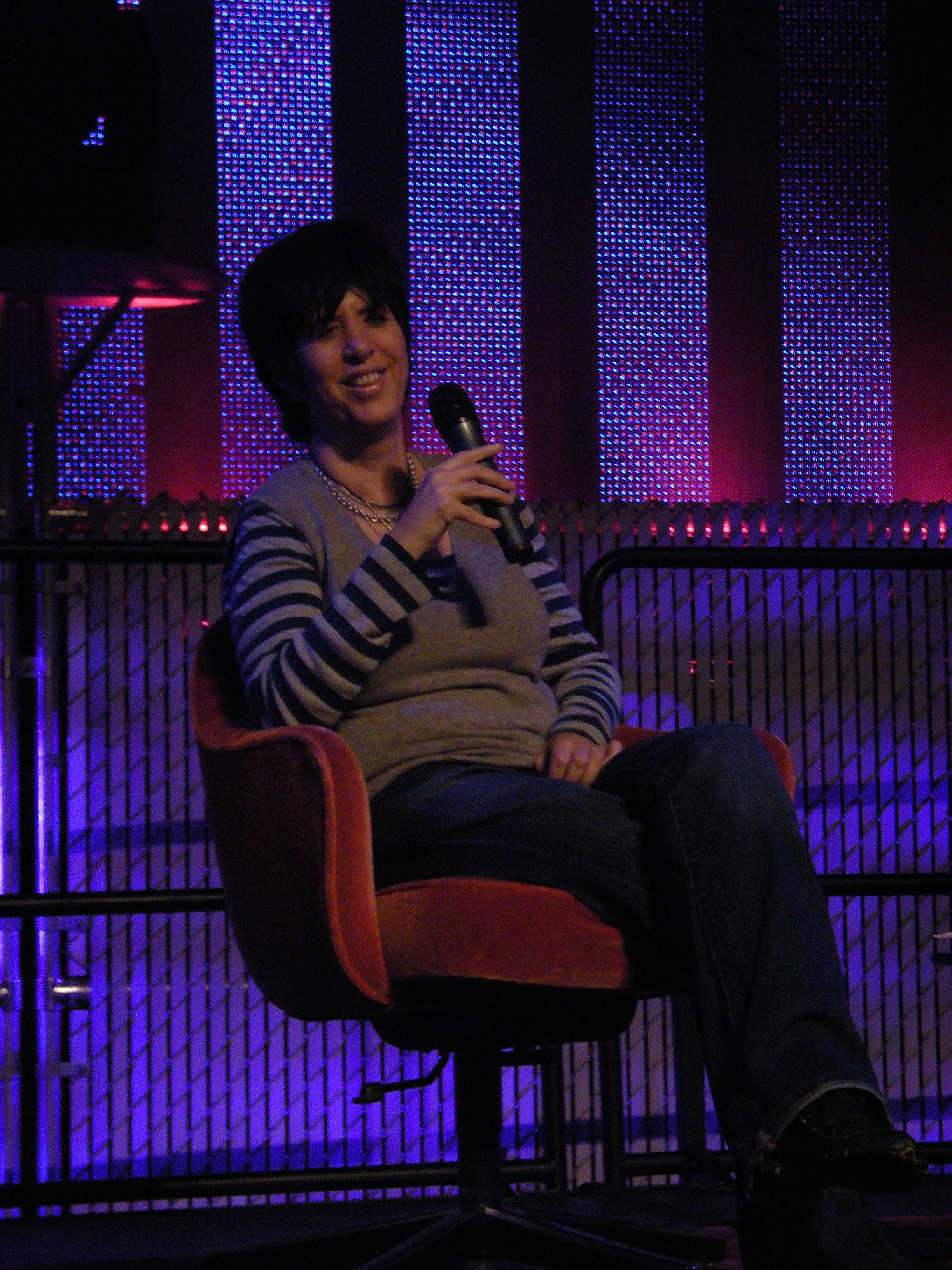
Carey colaborou com Diane Warren em duas canções de Rainbow (1999) e em mais uma canção intitulada "There For Me" (2001).

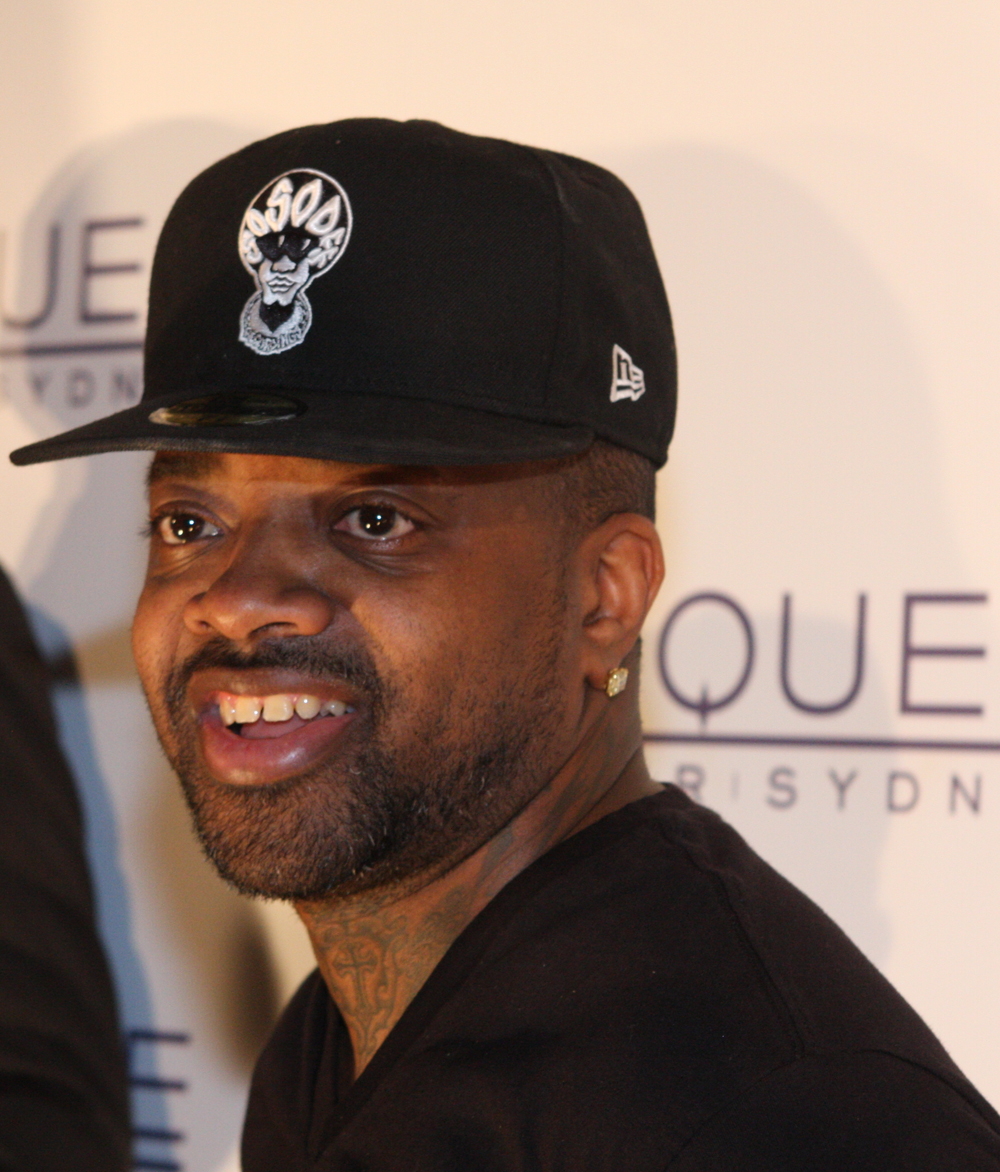
Jermaine Dupri é um colaborador de longa data de Carey, tendo ambos trabalhado juntos em vários dos seus álbuns e ainda gravado um dueto intitulado "Sweetheart" (1998).

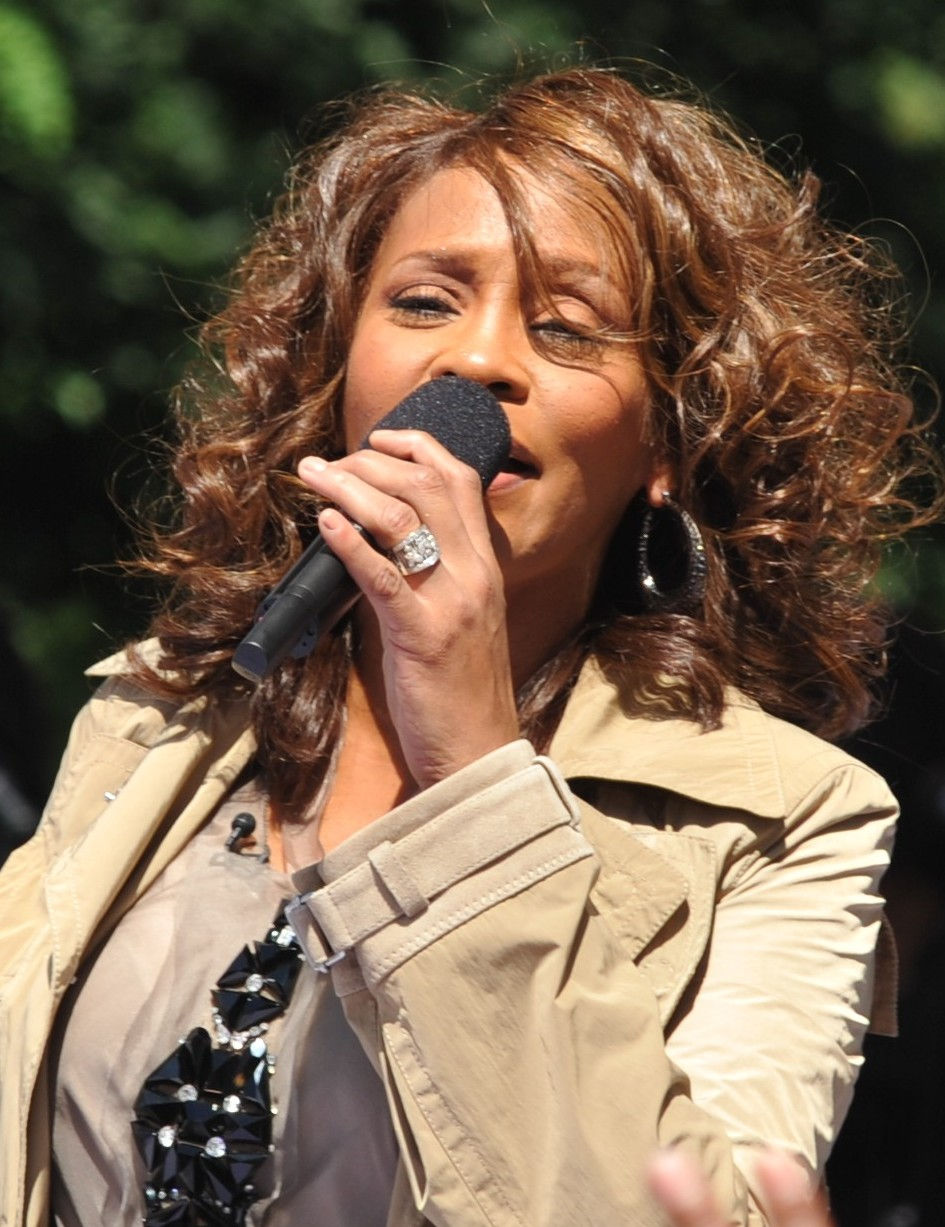
Em 1998, Carey e Whitney Houston gravaram um dueto intitulado "When You Believe" para a banda sonora do filme The Prince of Egypt (1998).

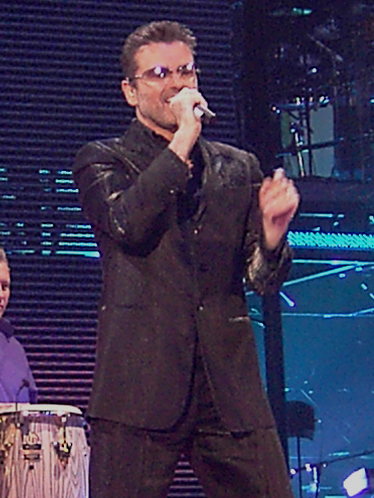
Em 2014, Carey gravou uma versão cover de "One More Try", originalmente gravada e composta por George Michael, para o seu décimo quarto trabalho de estúdio.

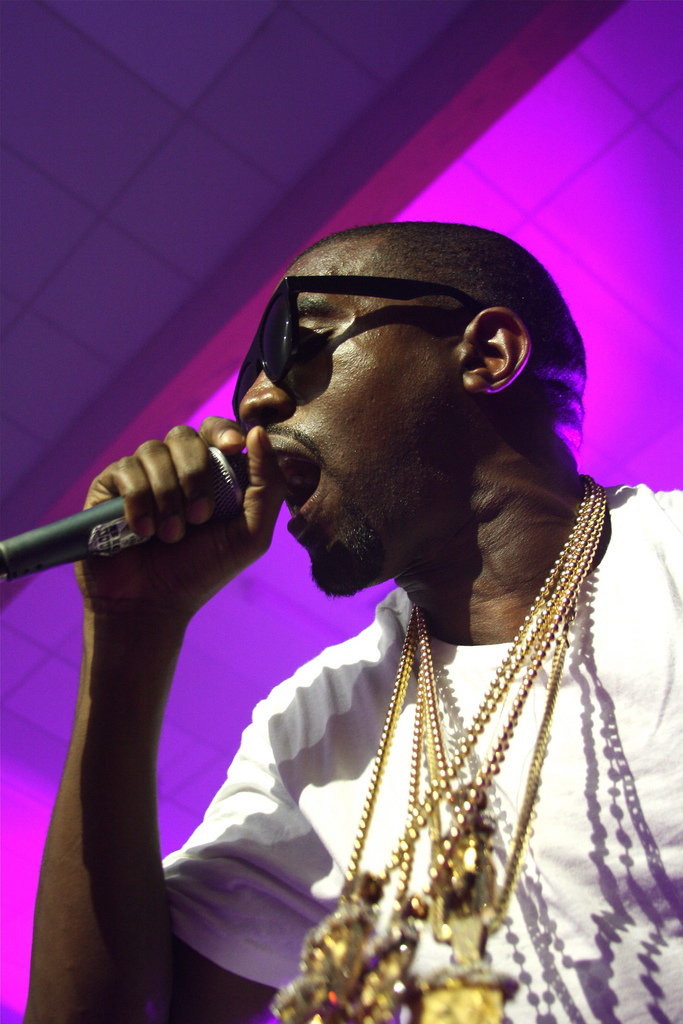
Kanye West co-compôs e co-produziu o tema "Stay the Night", incluso em The Emancipation of Mimi (2005).

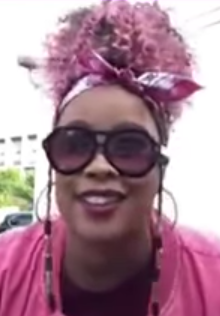
Da Brat já participou de duas canções de Carey.

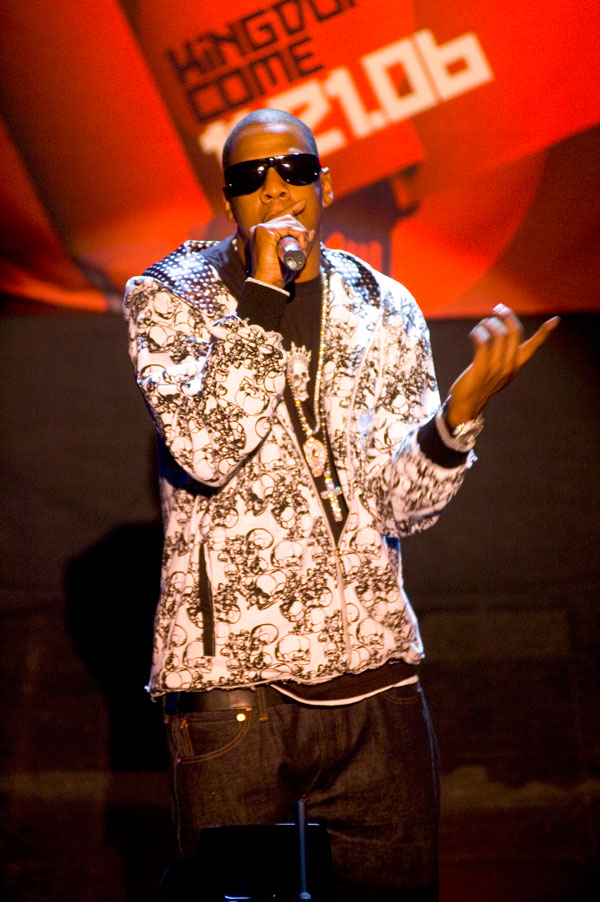
Carey e Jay-Z já trabalharam juntos em quatro canções, inclusive no êxito "Heartbreaker" (1999) e ainda em "Things That U Do" (1999).

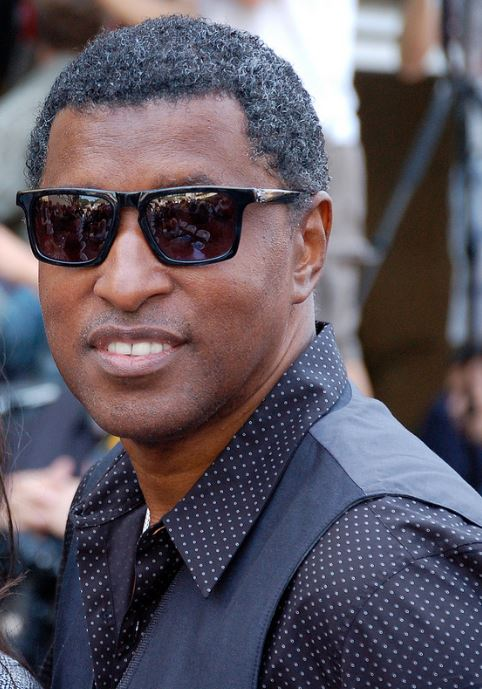
Babyface é um colaborador frequente de Carey, tendo ela gravado vocais de apoio na sua canção "Every Time I Close My Eyes" (1996).

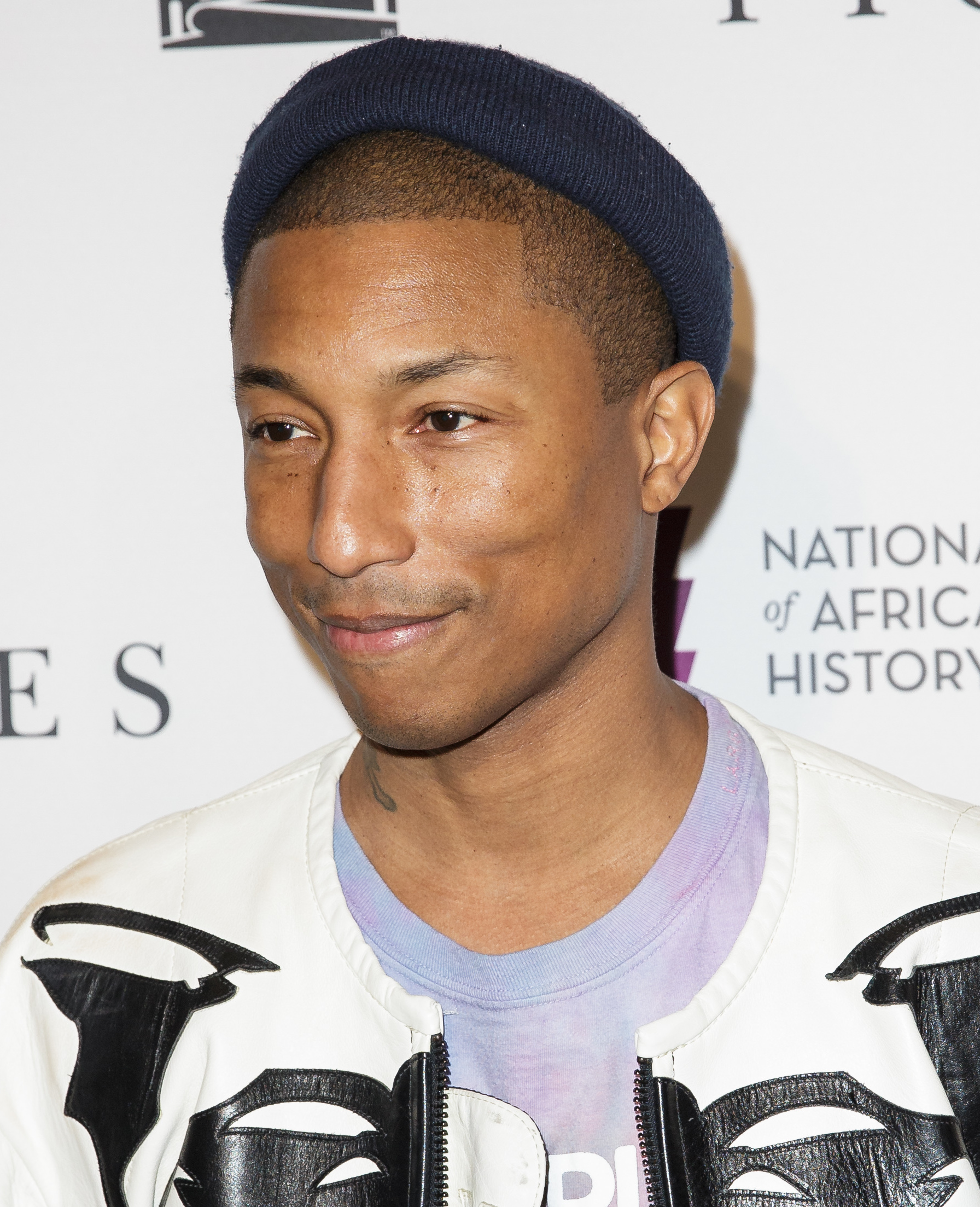
Pharrell Williams foi responsável pela co-composição e co-produção de duas canções de The Emancipation of Mimi (2005).

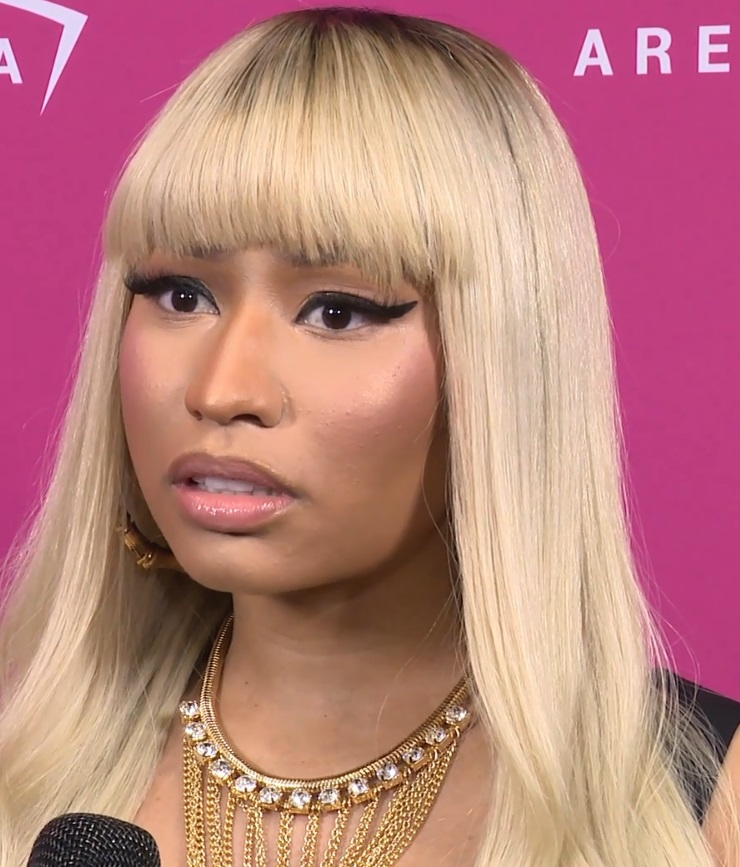
Nicki Minaj foi uma artista convidada na remistura de "Up Out My Face" (2010).

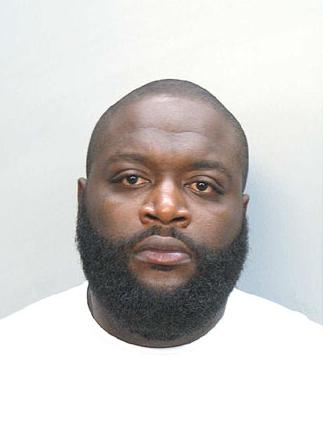
Rick Ross já trabalhou com Carey em três ocasiões, inclusive na sua canção "Can't Say No" (2010), na qual Carey regravou os seus vocais de "Can't Let Go" (1992).

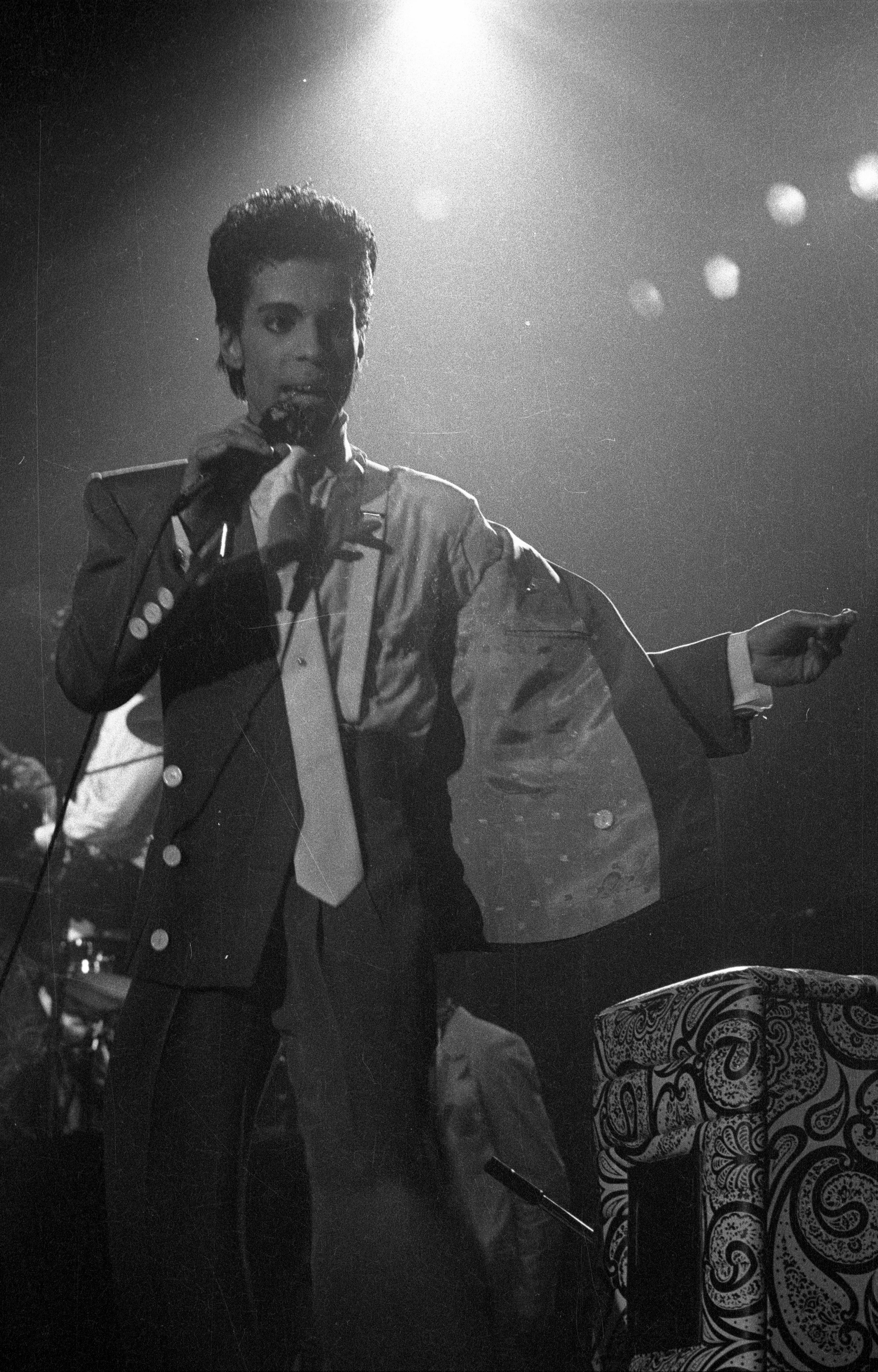
Carey gravou uma versão cover de "The Beautiful Ones", originalmente gravada e composta por Prince (imagem), com participação de Dru Hill para o álbum Butterfly (1997).

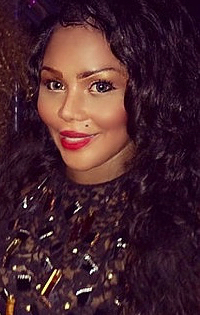
"A No No" (2017) contém uma amostra de "Crush on You" (1997), canção gravada por Lil' Kim (imagem) com participação de The Notorious B.I.G. e Lil' Cease.

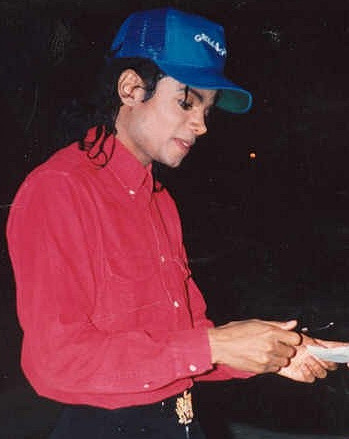
Carey colaborou com Michael Jackson no tema de caridade "What More Can I Give" (2001) e ainda usou uma amostra da sua canção "Off the Wall" (1980) na faixa "I'm That Chick", inclusa em The Emancipation of Mimi (2005).

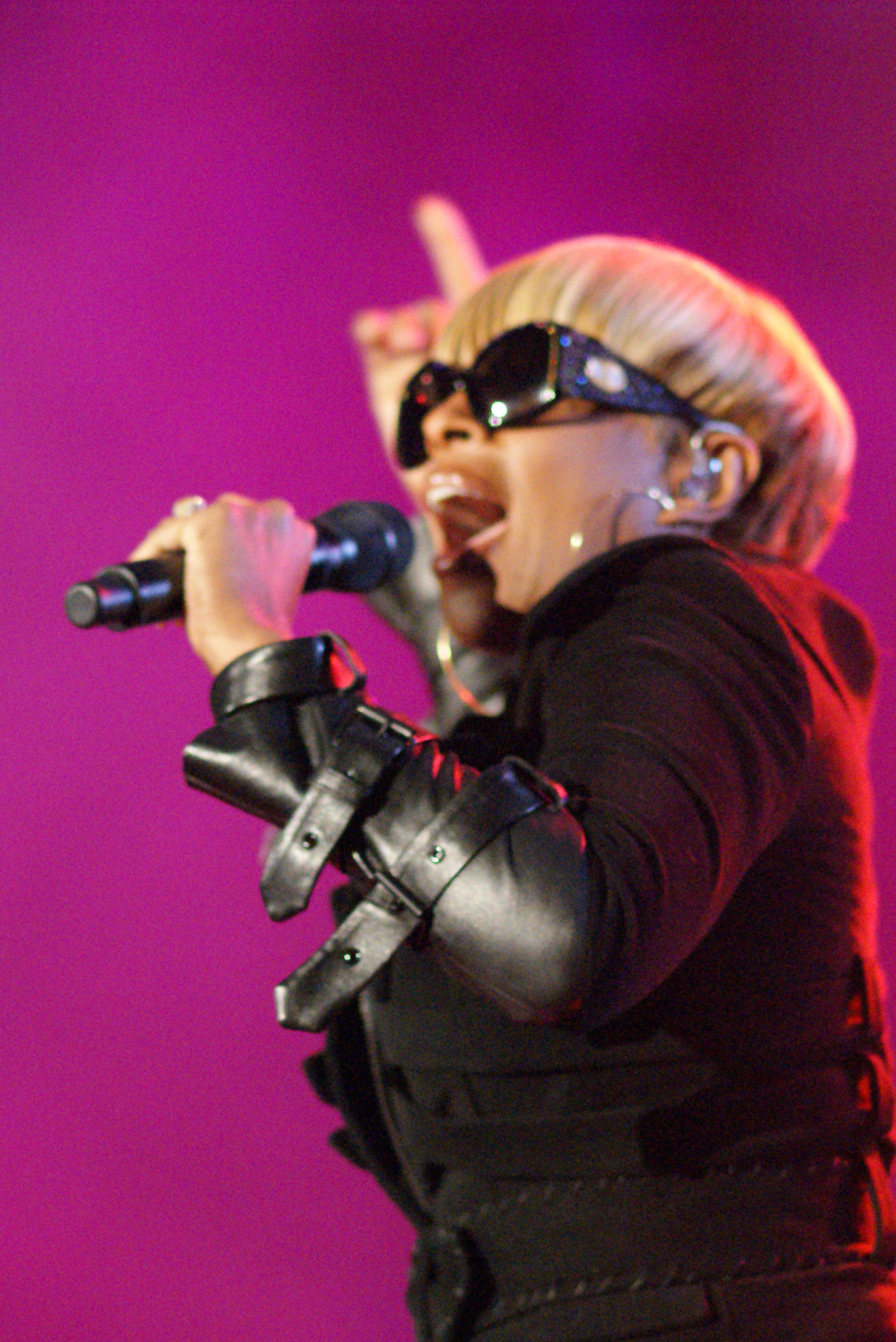
Mary J. Blige fez uma participação na remistura de "It's a Wrap", gravado para que fosse incluso em Angels Advocate; todavia, após o cancelamento do projecto, foi ultimamente inclusa em Me. I Am Mariah... The Elusive Chanteuse (2014).

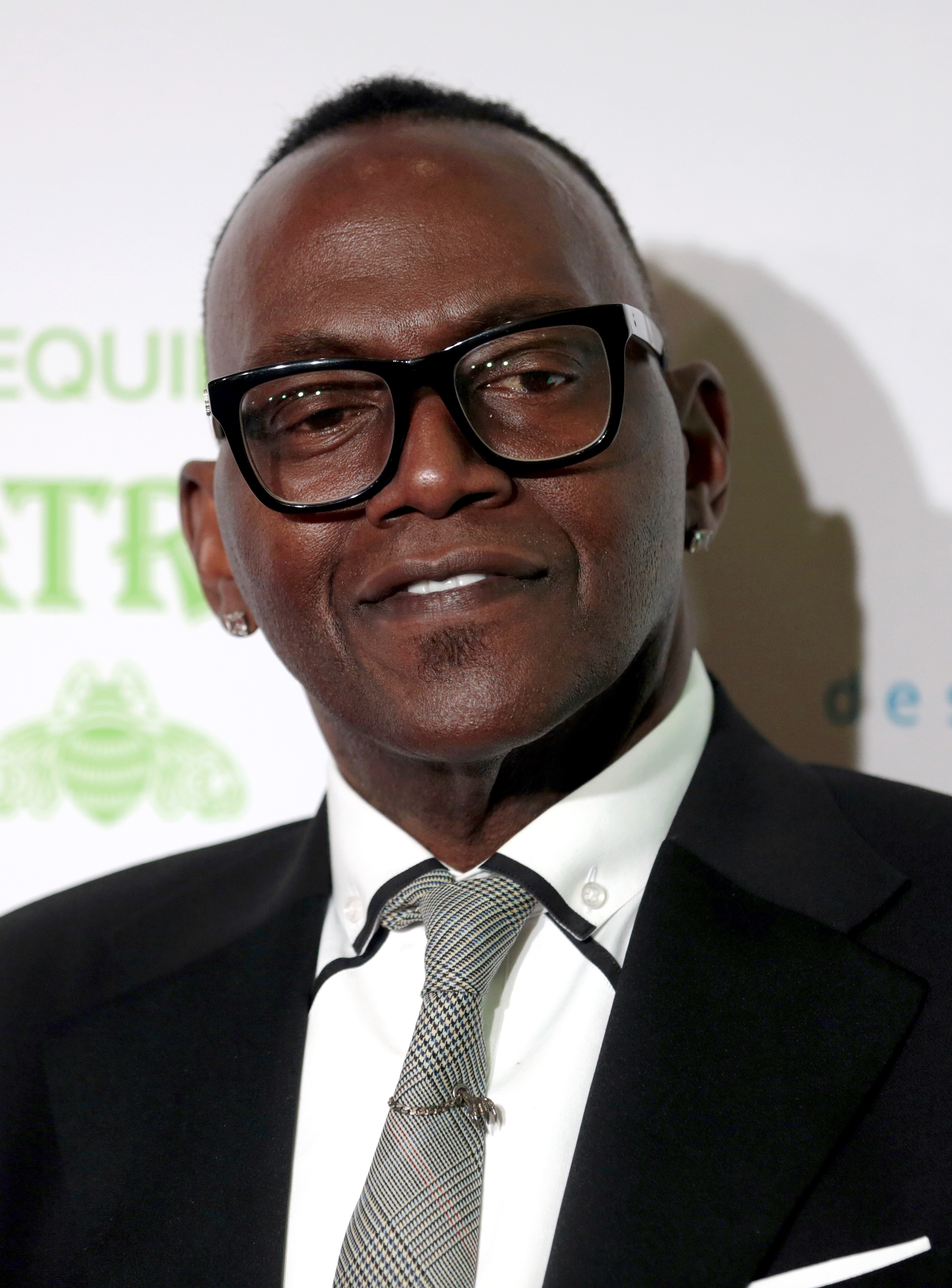
Além de trabalhar como instrumentista, Randy Jackson também ajudou Carey a compor canções, inclusive três em Charmbracelet (2002).

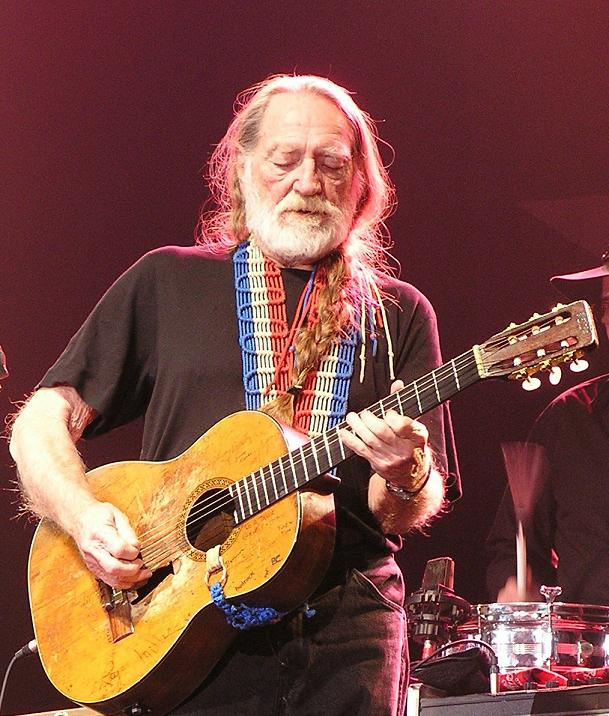
O músico Willie Nelson co-compôs "Right to Dream" com Carey para a banda sonora do filme Tennessee (2008).

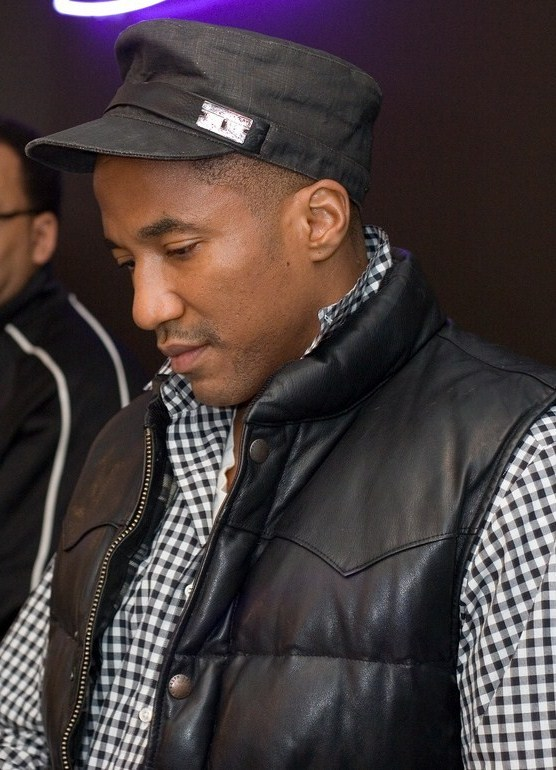
Q-Tip colaborou com Carey pela primeira vez no êxito "Honey" (1997). Ele viria mais tarde a voltar a colaborar com a artista em 2014 na canção "Meteorite".

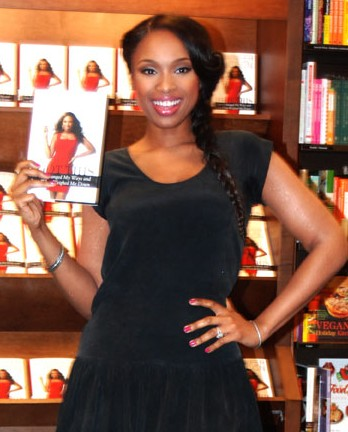
Jennifer Hudson participou de uma regravação de "Oh Santa!" em 2020.

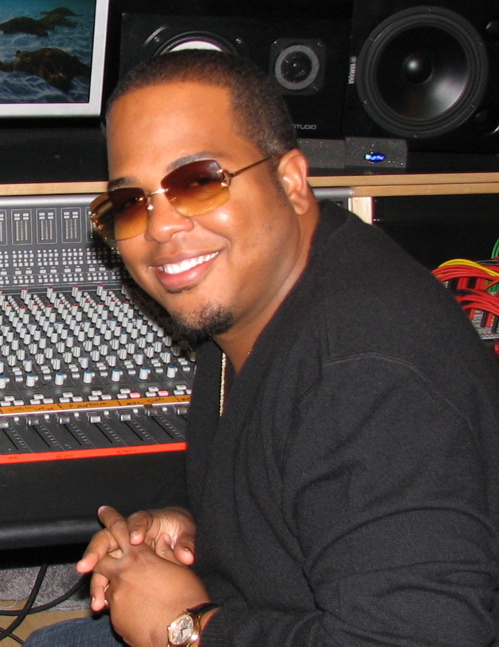
Grande parte do material para o álbum Memoirs of an Imperfect Angel (2009) foi co-composta com o produtor Christopher "Tricky" Stewart.

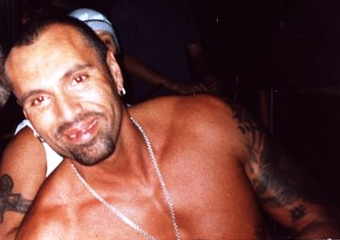
David Morales trabalhou com Carey em uma variedade de remixes das suas canções ao longo da década de 1990 e ainda algumas faixas de The Emancipation of Mimi (2005) e E=MC² (2008).

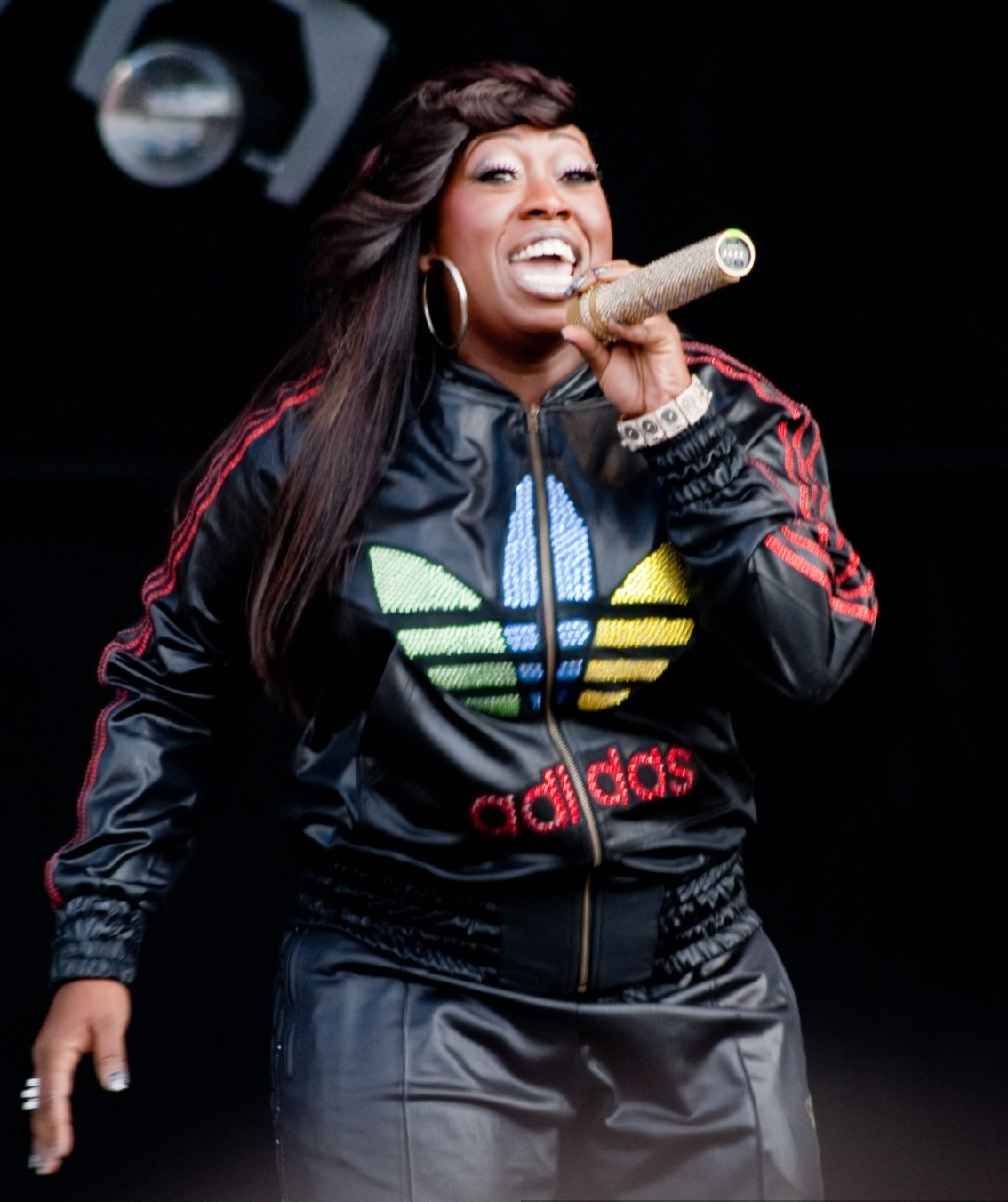
Missy Elliott trabalhou com Carey pela primeira vez na composição de "Babydoll", inclusa em Butterfly (1997). Viria mais tarde a colaborar de novo como uma artista convidada na remistura de "Heartbreaker" (1999).

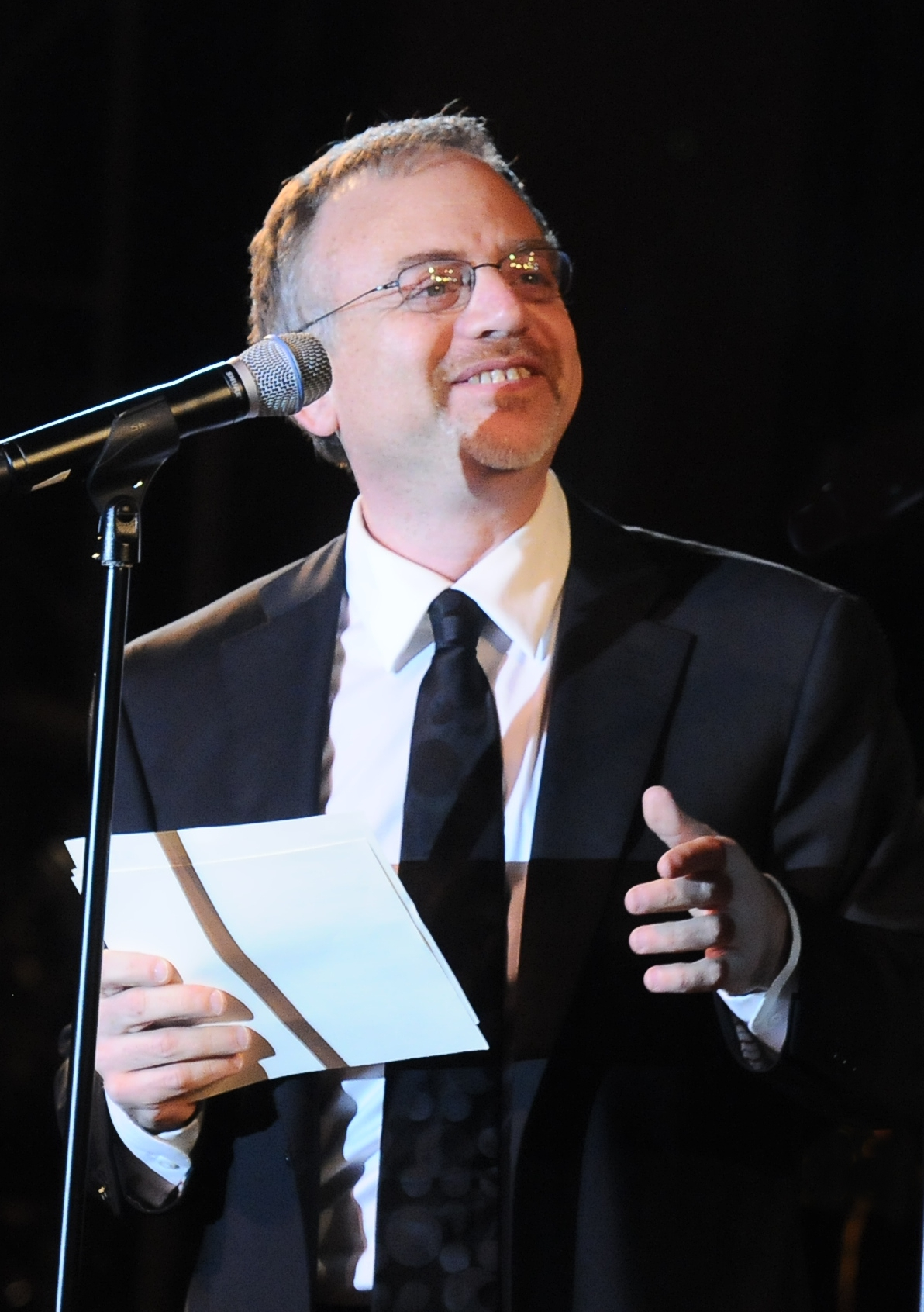
Marc Shaiman trabalhou com Carey em duas canções de Merry Christmas II You (2010) e ainda na banda sonora do filme The Star (2017).

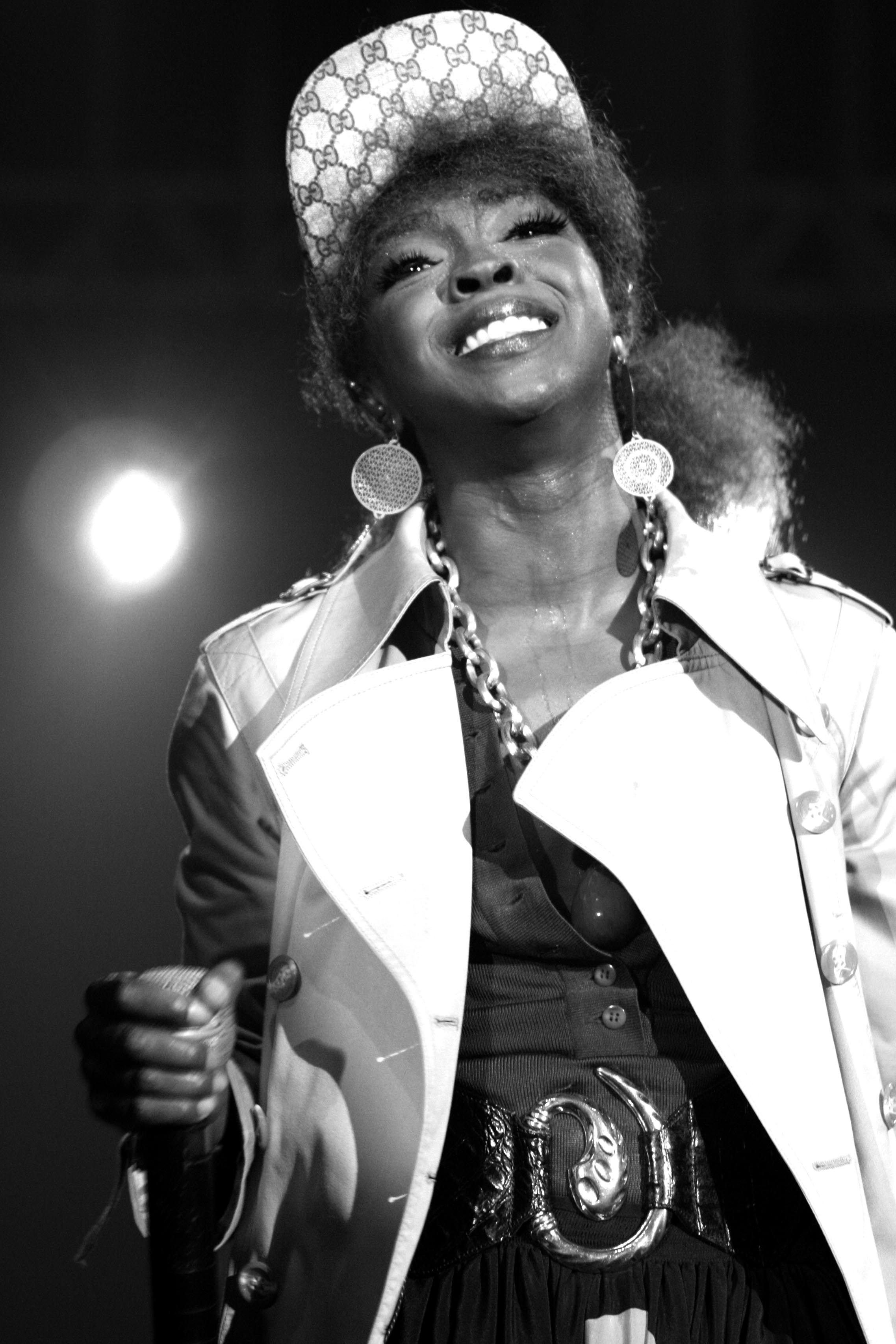
Uma amostra dos vocais de Lauryn Hill foi usada em "Save the Day" (2020).

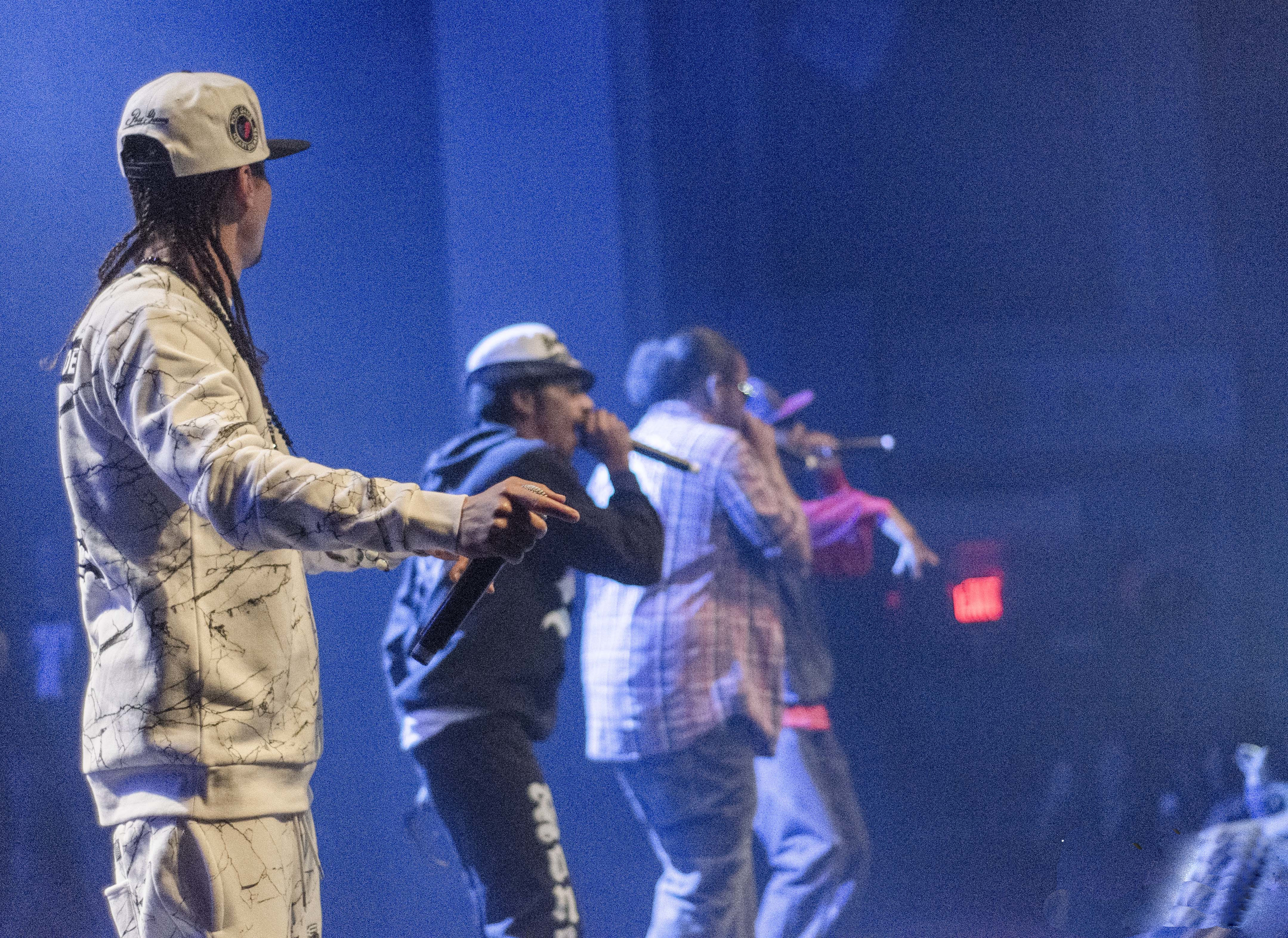
O grupo masculino Bone Thugs-N-Harmony gravou um dueto com Carey intitulado "Breakdown" (1997). Em retorno, Carey fez uma participação na canção "Lil' L.O.V.E." (2007).

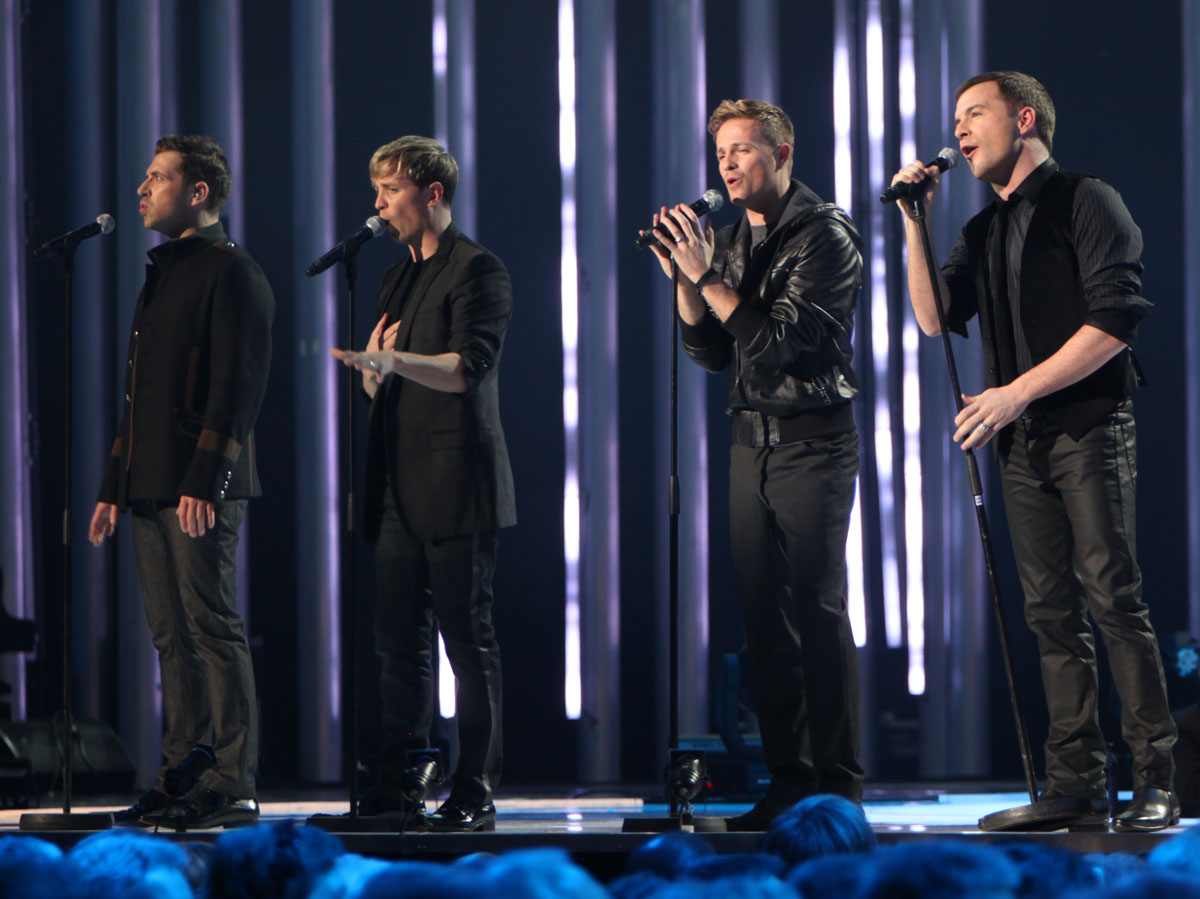
O grupo britânico Westlife colaborou com Carey na gravação da versão cover de "Against All Odds" (2000), que alcançou êxito no Reino Unido.

A músico Carole King trabalhou com Carey na composição de "If It's Over" (1992).

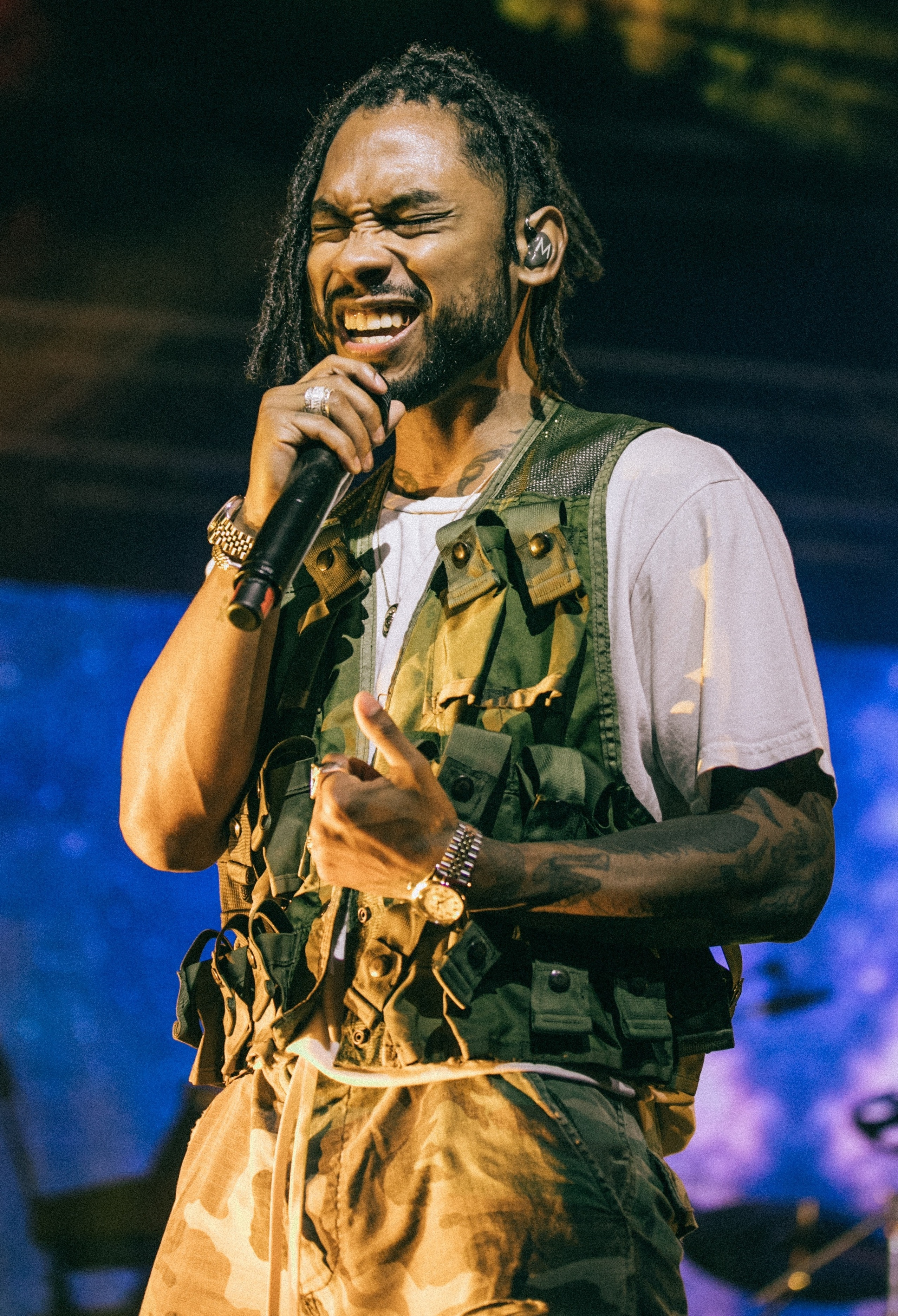
O cantor Miguel foi um artista convidado em "#Beautiful" (2013), na qual co-escreveu os seus versos.

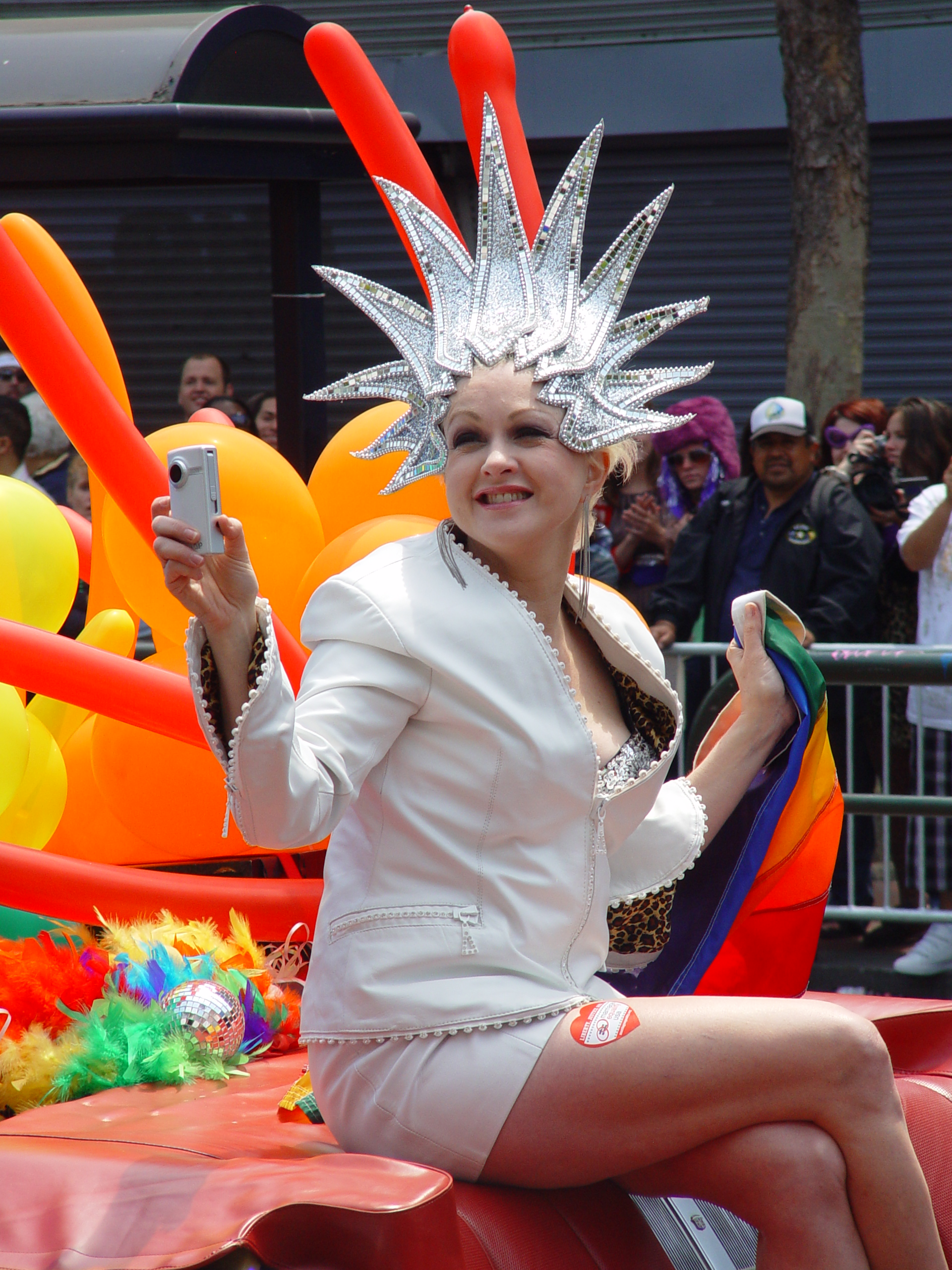
"Inseparable", faixa de Memoirs of an Imperfect Angel (2009), contém uma interpolação de "Time After Time" (1984), gravada e co-composta por Cyndi Lauper.

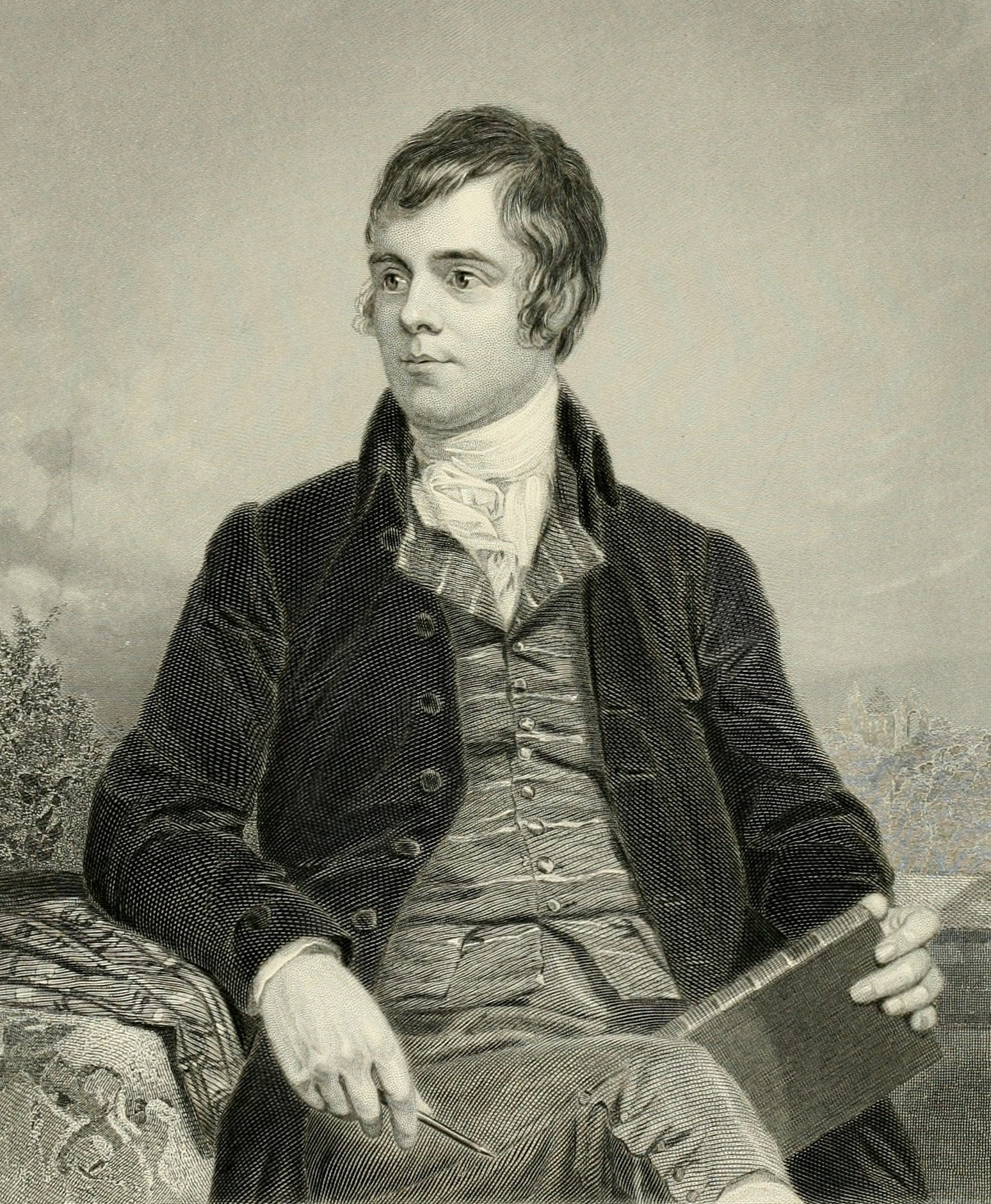
"Auld Lang Syne (The New Year's Anthem)" é uma nova versão co-composta por Carey do poema "Auld Lang Syne", escrito pelo poeta escocês Robert Burns que é hoje parte do domínio público.

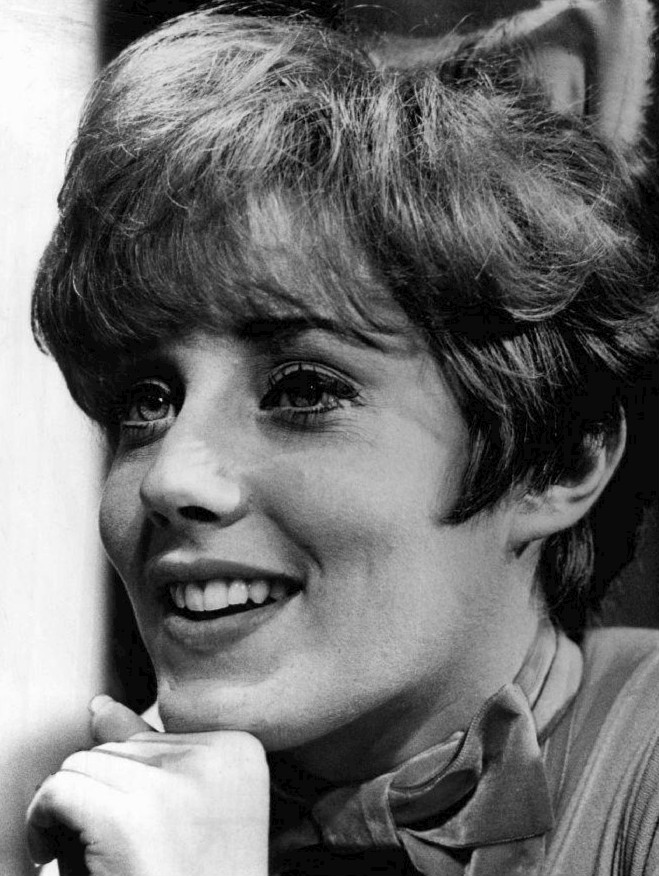
"Out Here on My Own", co-composto por Lesley Gore, foi regravado por Carey e incluso em The Rarities (2020).

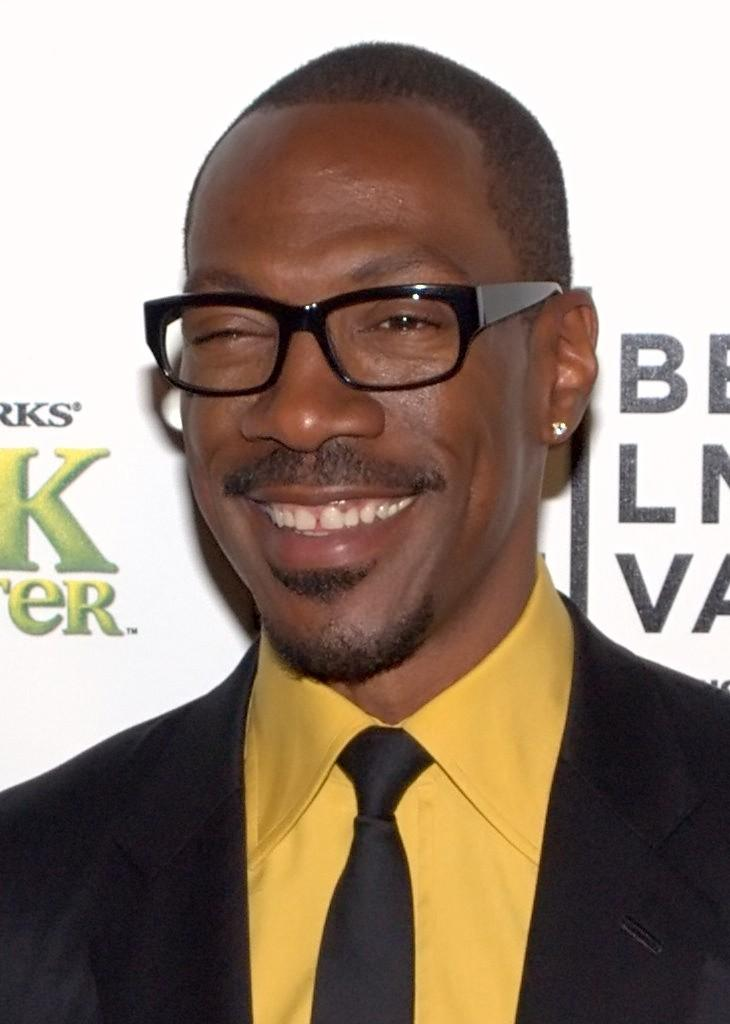
"Giving Me Life", faixa de Caution (2017), contém um dialogo do filme Trading Places (1983) entre Eddie Murphy (imagem) e James D. Turner.

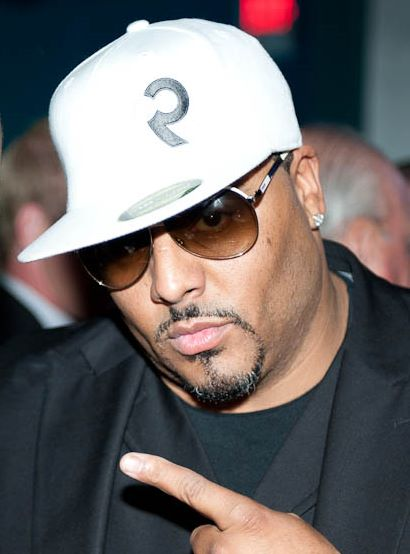
"The Impossible", faixa de Memoirs of an Imperfect Angel (2009), contém uma amostra de "Forever My Lady" (1991), co-composta por Albert Brown III.

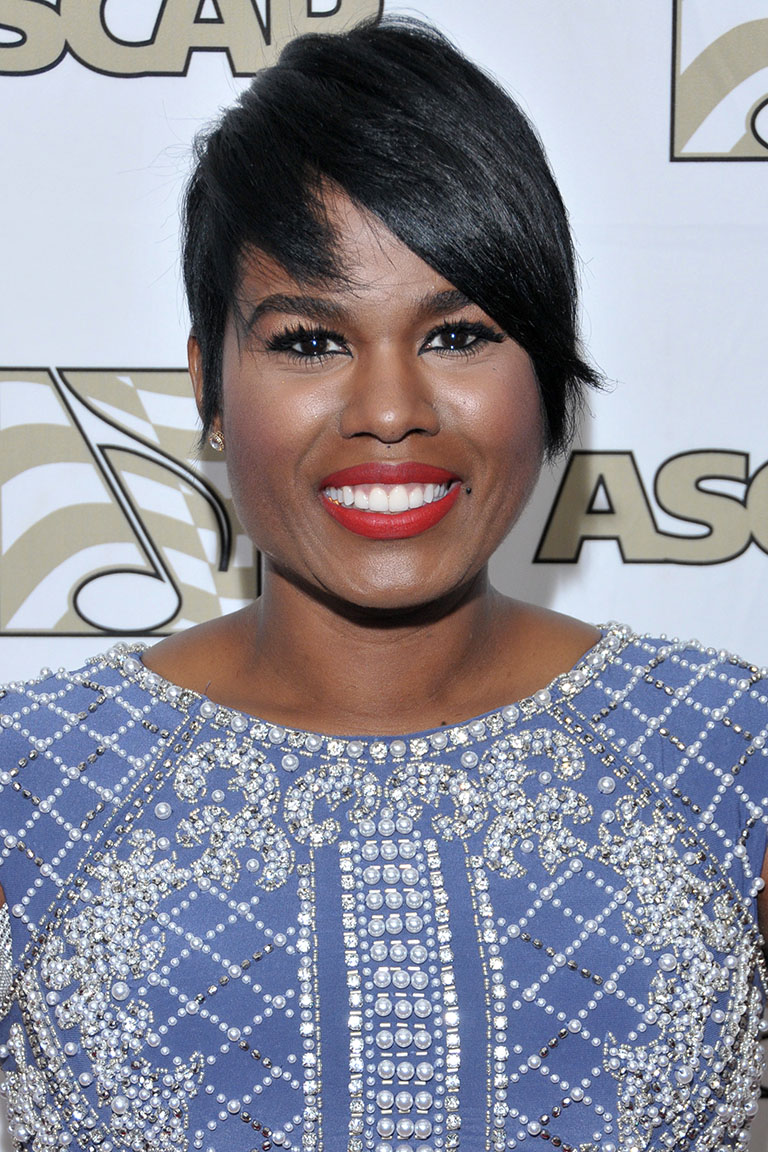
Crystal Nicole Johnson é uma compositora com quem Carey já trabalhou por diversas vezes.

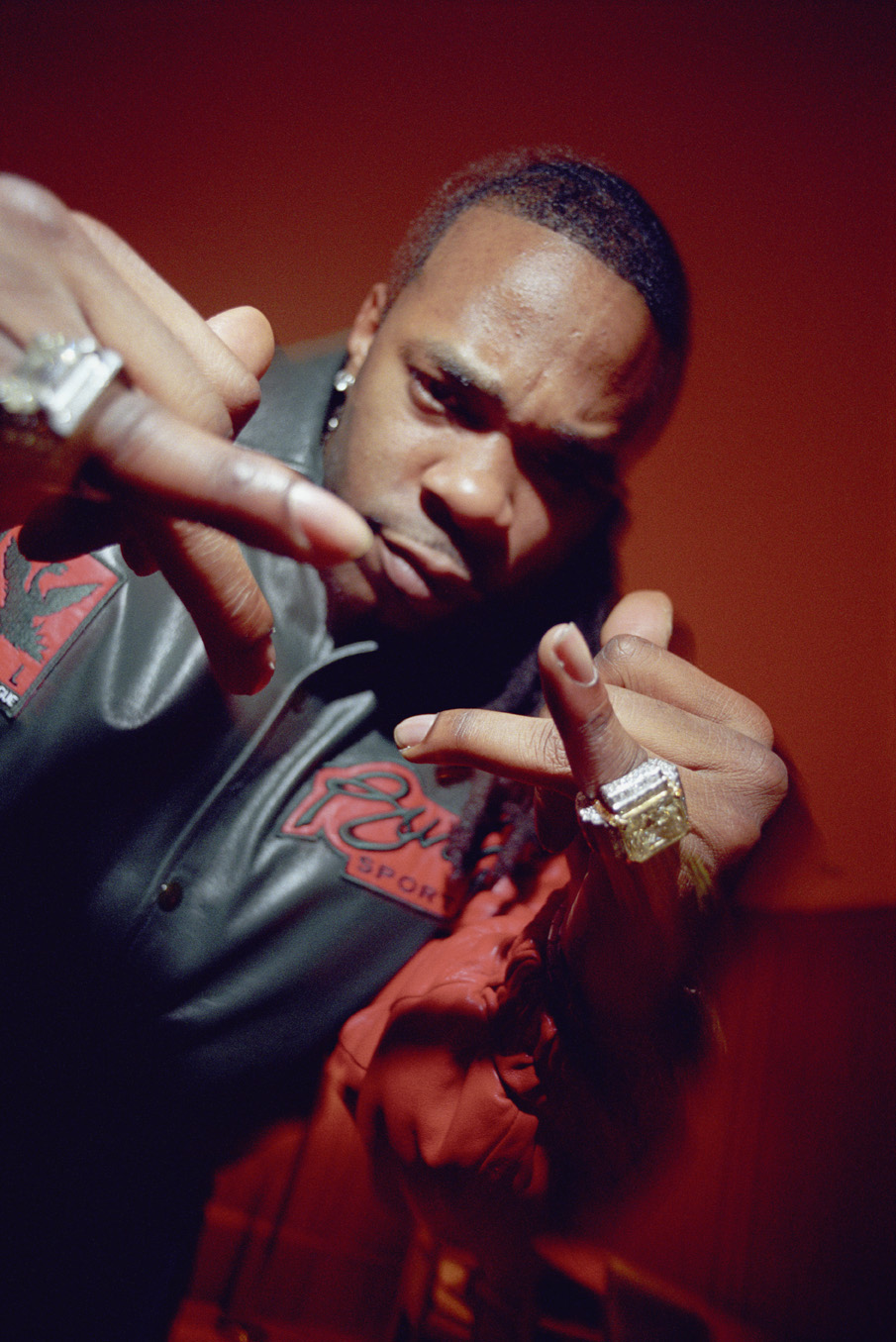
Busta Rhymes já trabalhou com Carey por diversas vezes, inclusive em uma canção para Caution (2018), porém, jamais foi lançada.

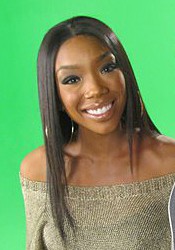
Brandy prestou vocais de apoio para uma regravação de "The Roof (Back in Time)" em 2022.

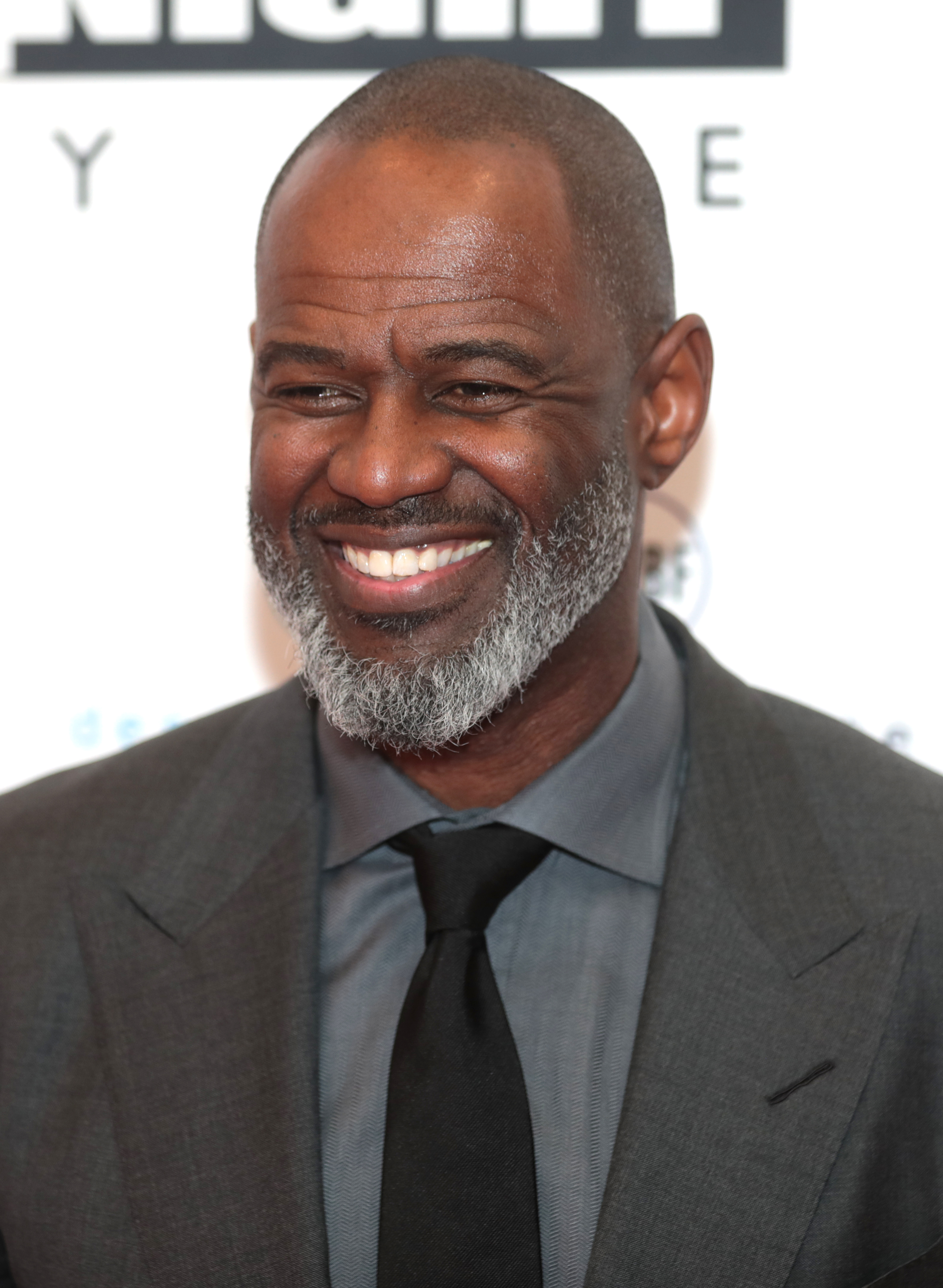
Brian McKnight colaborou com Carey em uma regravação do dueto "Whenever You Call", incluso na compilação #1's (1998).

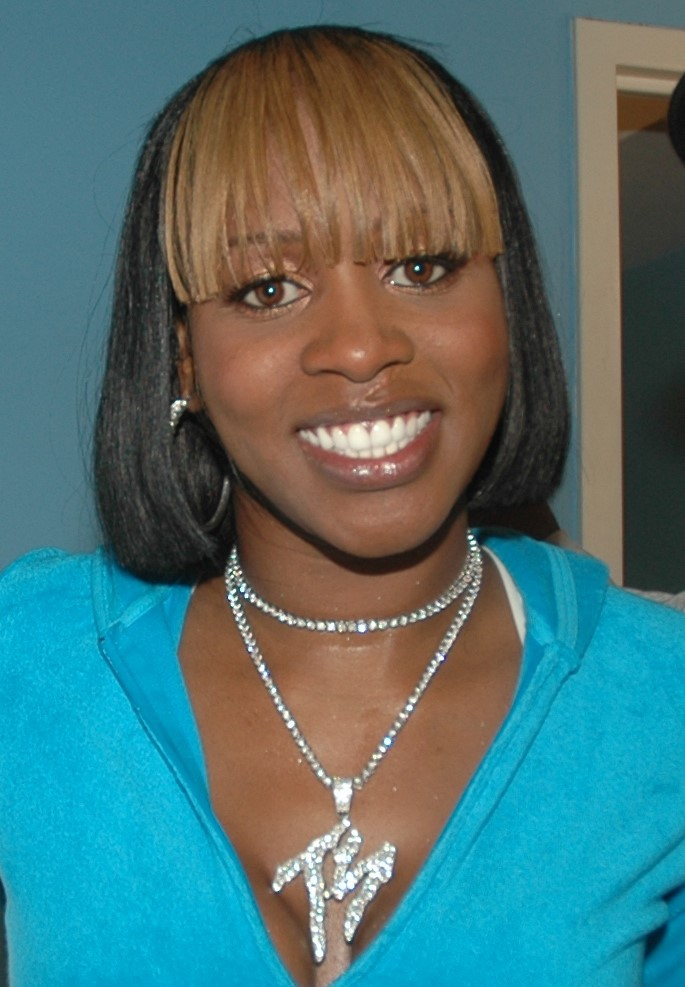
Remy Ma foi uma artista convidada na remistura de "I Don't" (2017).

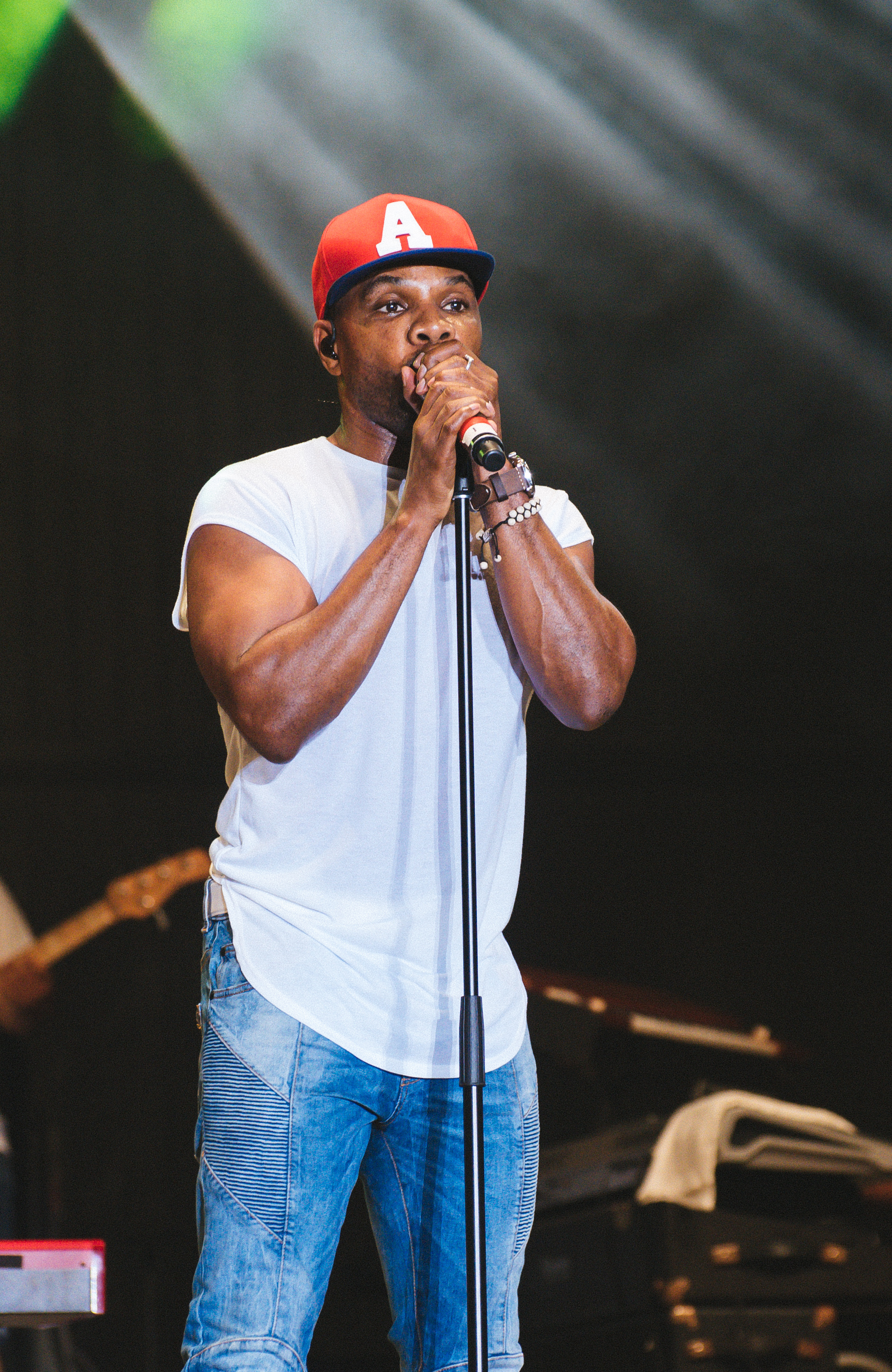
O diretor de coro Kirk Franklin colaborou com Carey em "Fall in Love at Christmas" (2021).

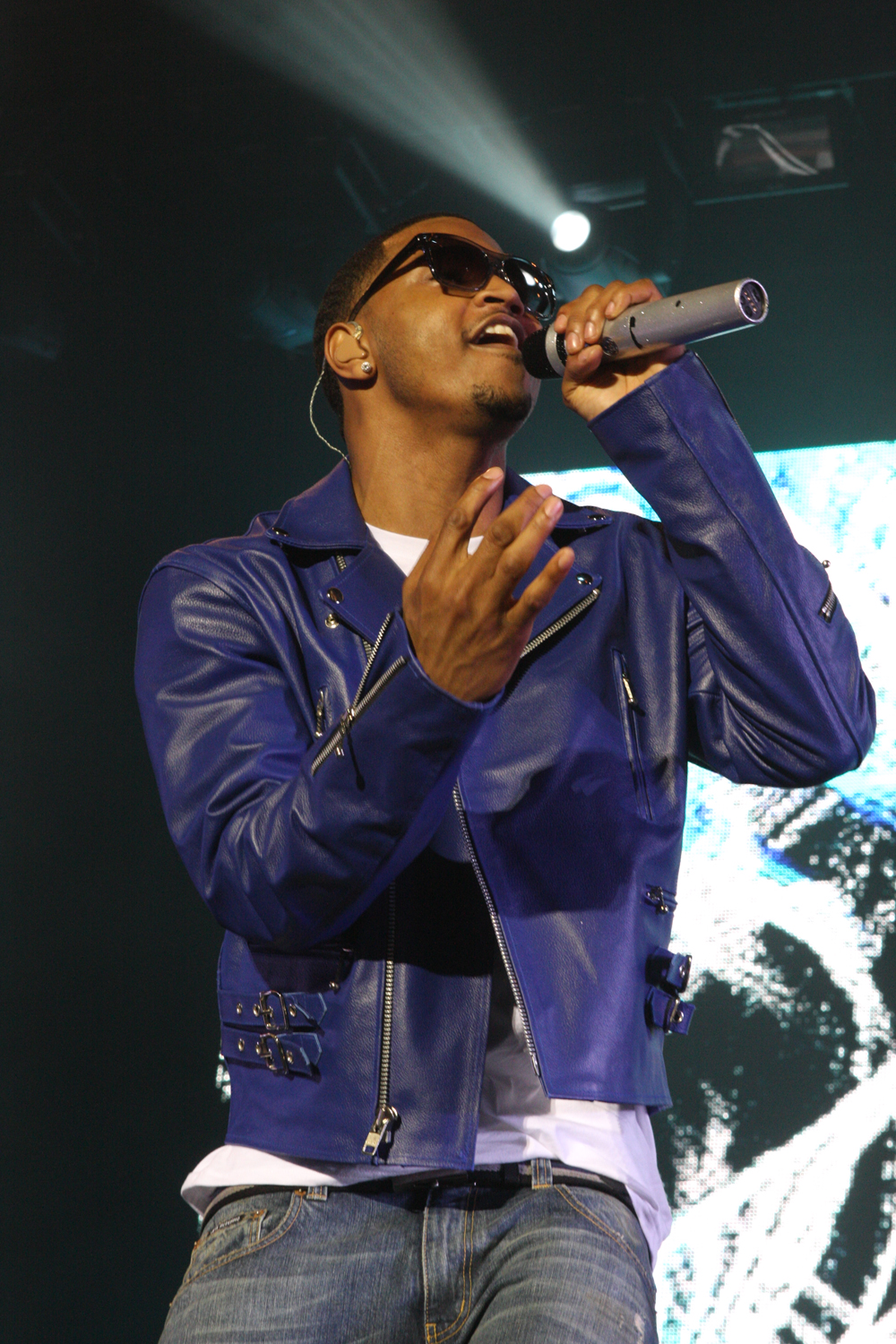
Trey Songz contribuiu com os seus vocais em duas remisturas de canções de Carey.

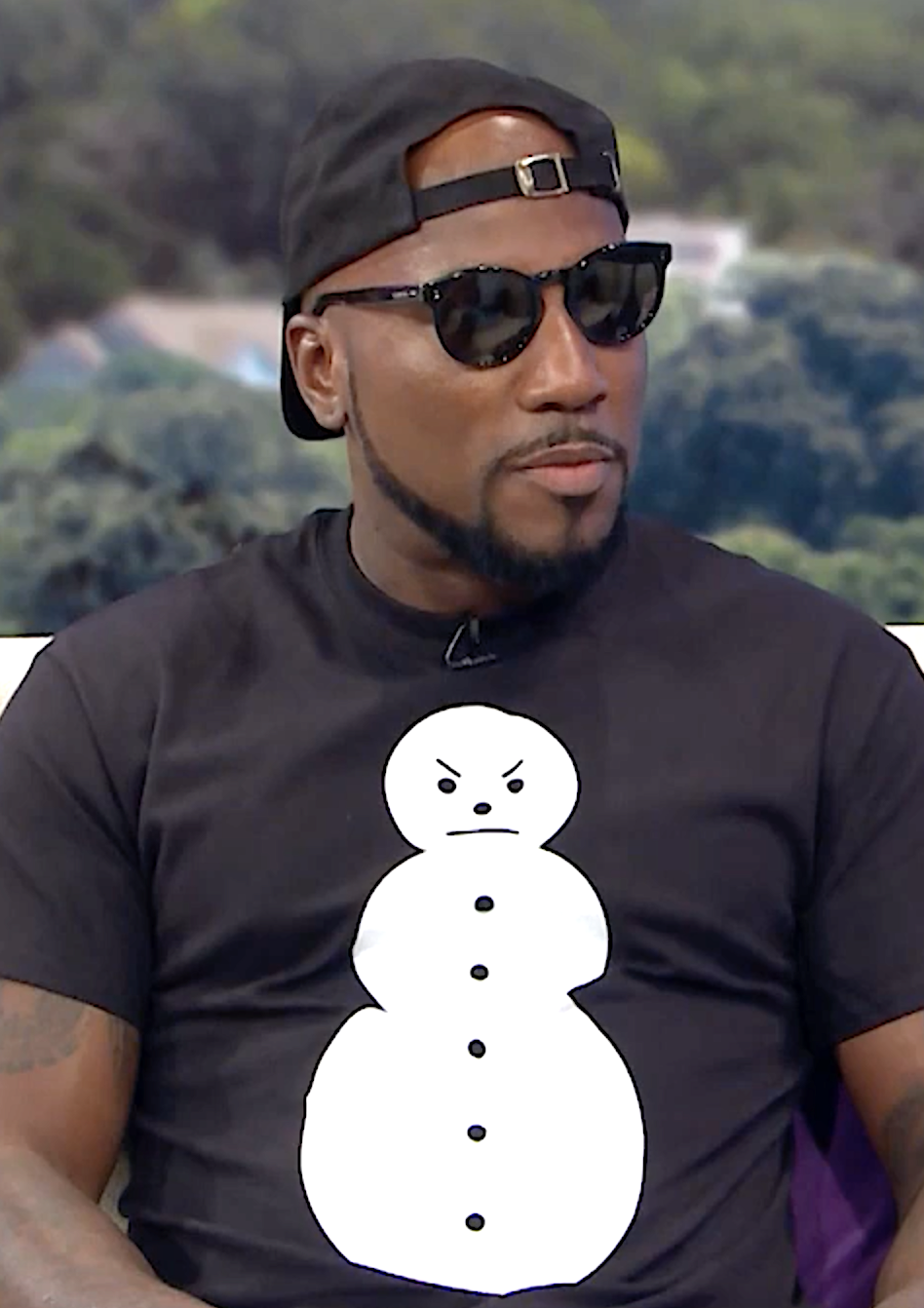
O rapper Jeezy participou de "Side Effects" (2008).

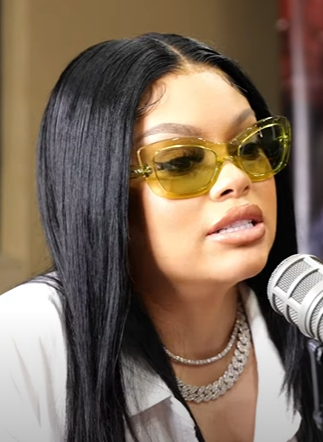
Latto colaborou com Carey na remistura de "Big Energy" (2022), para a qual Carey regravou os seus vocais de "Fantasy" (1995).

| Canção | Compositor(es) | Álbum                                                                    | Ano  | Ref.     |
| --- | --- | ------------------------------------------------------------------------ | ---- | -------- |
| "8th Grade" | M. Carey Jason Boyd Angel Lopez Larrance Dopson Federico Vindver Timothy Mosley                                                                                                | Caution                                                                  | 2018 | [ a 2 ]  |
| "100%" | M. Carey Jermaine Dupri | AT&T Team USA Soundtrack                                                 | 2010 | [ n 1 ]  |
| "4real4real" (com participação de Da Brat)                                                                                       | M. Carey Bryan-Michael Cox Adonis Shropshire | E=MC²                                                                    | 2008 | [ a 4 ]  |
| "A No No" | M. Carey Robert Taylor Priscilla Hamilton Jeff Lorber Kimberly Jones Christopher Wallace Mason Betha Camron Giles Andreao Heard                                                | Caution                                                                  | 2018 | [ n 2 ]  |
| "A No No" (com participação de Stefflon Don)                                                                                     | M. Carey Robert Taylor Priscilla Hamilton Jeff Lorber Kimberly Jones Christopher Wallace Mason Betha Camron Giles Andreao Heard                                                | —                                                                        | 2018 | [ n 2 ]  |
| "A No No" (com participação de Shawni)                                                                                           | M. Carey Robert Taylor Priscilla Hamilton Jeff Lorber Kimberly Jones Christopher Wallace Mason Betha Camron Giles Andreao Heard                                                | —                                                                        | 2018 | [ n 2 ]  |
| "After Tonight" | M. Carey Diane Warren David Foster | Rainbow                                                                  | 1999 | [ a 5 ]  |
| "Against All Odds" | Phil Collins | Rainbow                                                                  | 1999 | [ a 5 ]  |
| "Against All Odds" (com participação de Westlife)                                                                                | Phil Collins | Coast to Coast                                                           | 2000 | [ a 6 ]  |
| "All I Want for Christmas Is You"                                                                                                | M. Carey Walter Afanasieff | Merry Christmas                                                          | 1994 | [ a 7 ]  |
| "All I Want for Christmas Is You — Extra Festive"                                                                                | M. Carey Walter Afanasieff | Merry Christmas II You                                                   | 2010 | [ a 8 ]  |
| "All I Want for Christmas Is You (SuperFestive!)" (Justin Bieber com participação de Mariah Carey)                               | M. Carey Walter Afanasieff | Under the Mistletoe                                                      | 2011 | [ a 9 ]  |
| "All I Want for Christmas Is You" (So So Def Remix) (com participação de Jermaine Dupri e Lil Bow Wow)                           | M. Carey Walter Afanasieff Arthur Baker John Robie Soulsonic Force Ralf Hütter Florian Schneider                                                                               | Greatest Hits                                                            | 2001 | [ a 10 ] |
| "All I've Ever Wanted" | M. Carey Walter Afanasieff | Music Box                                                                | 1993 | [ a 11 ] |
| "All in Your Mind" | M. Carey Ben Margulies | Mariah Carey                                                             | 1990 | [ a 12 ] |
| "All My Life" | Rick James | Glitter                                                                  | 2001 | [ a 13 ] |
| "Almost Home" | M. Carey Simone Porter Justin Gray Lindsey Ray Mikkel Storleer Eriksen Tor Erik Hermansem                                                                                      | Oz the Great and Powerful (Original Motion Picture Soundtrack)           | 2013 | [ a 14 ] |
| "Alone in Love" | M. Carey Ben Margulies | Mariah Carey                                                             | 1990 | [ a 12 ] |
| "Always Be My Baby" | M. Carey Jermaine Dupri Manuel Seal, Jr. | Daydream                                                                 | 1995 | [ a 15 ] |
| "Always Be My Baby" (Morales Always Club Mix)                                                                                    | M. Carey Jermaine Dupri Manuel Seal, Jr. | The Ballads                                                              | 2008 | [ a 16 ] |
| "Always Be My Baby" (Mr. Dupri Mix) (com participação de Da Brat e Xscape)                                                       | M. Carey Jermaine Dupri Manuel Seal, Jr. James Harris III Terry Lewis | The Remixes                                                              | 2003 | [ n 3 ]  |
| "America the Beautiful" | Katharine Lee Bates Samuel A. Ward | Me. I Am Mariah... The Elusive Chanteuse                                 | 2014 | [ a 18 ] |
| "And You Don't Remember" | M. Carey Walter Afanasieff | Emotions                                                                 | 1991 | [ a 19 ] |
| "Angel (The Prelude)" | M. Carey Christopher Stewart James Wright | Memoirs of an Imperfect Angel                                            | 2009 | [ a 20 ] |
| "Angels Cry" | M. Carey Christopher Stewart James Wright Crystal Johnson | Memoirs of an Imperfect Angel                                            | 2009 | [ a 20 ] |
| "Angels Cry" (com participação de Ne-Yo)                                                                                         | M. Carey Christopher Stewart James Wright Crystal Johnson | Angels Advocate                                                          | 2010 | [ n 4 ]  |
| "Anytime You Need a Friend" | M. Carey Walter Afanasieff | Music Box                                                                | 1993 | [ a 11 ] |
| "Anytime You Need a Friend" (C+C Club Version)                                                                                   | M. Carey Walter Afanasieff | The Remixes                                                              | 2003 | [ a 17 ] |
| "The Art of Letting Go" | M. Carey Rodney Jerkins | Me. I Am Mariah... The Elusive Chanteuse                                 | 2014 | [ a 18 ] |
| "Auld Lang Syne (The New Year's Anthem)"                                                                                         | Robert Burns M. Carey Randy Jackson Johnny Severin | Merry Christmas II You                                                   | 2010 | [ n 5 ]  |
| "Babydoll" | M. Carey Cory Rooney Steven Jordan Melissa Elliott | Butterfly                                                                | 1997 | [ a 21 ] |
| "#Beautiful" (com participação de Miguel)                                                                                        | M. Carey Miguel Pimentel Nathan Perez Brook Davis Mac Robinson Brian Warfield                                                                                                  | Me. I Am Mariah... The Elusive Chanteuse                                 | 2013 | [ a 18 ] |
| "#Beautiful" (Urban Remix) (com participação de Miguel e Jeezy)                                                                  | M. Carey Miguel Pimentel Nathan Perez Brook Davis Mac Robinson Brian Warfield Jay Jenkins                                                                                      | —                                                                        | 2013 | [ 23 ]   |
| "The Beautiful Ones" (com participação de Dru Hill)                                                                              | Prince Nelson | Butterfly                                                                | 1997 | [ a 21 ] |
| "Betcha Gon' Know (The Prologue)"                                                                                                | M. Carey Christopher Stewart Terius Nash James Wright | Memoirs of an Imperfect Angel                                            | 2009 | [ a 20 ] |
| "Betcha Gon' Know" (com participação de R. Kelly)                                                                                | M. Carey Christopher Stewart Terius Nash James Wright Robert Kelly | Me. I Am Mariah... The Elusive Chanteuse                                 | 2014 | [ a 18 ] |
| "Bliss" | M. Carey James Wright James Harris III Terry Lewis | Rainbow                                                                  | 1999 | [ a 5 ]  |
| "Boy (I Need You)" (com participação de Cam'ron)                                                                                 | M. Carey Justin Smith Norman Whitfield | Charmbracelet                                                            | 2002 | [ n 6 ]  |
| "Breakdown" (com participação de Bone Thugs-n-Harmony)                                                                           | M. Carey Anthony Henderson Charles Scruggs Steven Jordan | Butterfly                                                                | 1997 | [ a 21 ] |
| "Bring It On Home" | M. Carey Jermaine Dupri | —                                                                        | 2012 | [ n 7 ]  |
| "Bringin' On the Heartbreak" | Steven Maynard Clark Peter Andrew Willis Joe Elliott | Charmbracelet                                                            | 2002 | [ a 22 ] |
| "Butterfly" | M. Carey Walter Afanasieff | Butterfly                                                                | 1997 | [ a 21 ] |
| "Bye Bye" | M. Carey Johntá Austin Mikkel Storleer Eriksen Tor Erik Hermansem | E=MC²                                                                    | 2008 | [ a 4 ]  |
| "Bye Bye" (So So Def Remix) (com participação de Jay-Z)                                                                          | M. Carey Johntá Austin Shawn Carter Mikkel Storleer Eriksen Tor Erik Hermansem                                                                                                 | —                                                                        | 2008 | [ 25 ]   |
| "Camouflage" | M. Carey James Wright | Me. I Am Mariah... The Elusive Chanteuse                                 | 2014 | [ a 18 ] |
| "Candy Bling" | M. Carey Terius Nash Carlos McKinney Ahmad Lewis Stefan Gordy John Klemmer | Memoirs of an Imperfect Angel                                            | 2009 | [ n 8 ]  |
| "Candy Bling" (com participação de T-Pain)                                                                                       | M. Carey Terius Nash Carlos McKinney Ahmad Lewis Stefan Gordy John Klemmer Faheem Najm                                                                                         | Angels Advocate                                                          | 2009 | [ n 9 ]  |
| "Can't Let Go" | M. Carey Walter Afanasieff | Emotions                                                                 | 1991 | [ a 19 ] |
| "Can't Say No" (Rick Ross com participação de Mariah Carey)                                                                      | M. Carey William Roberts II Jonathan Rotem Walter Afanasieff | Black Market                                                             | 2015 | [ n 10 ] |
| "Can't Take That Away (Mariah's Theme)"                                                                                          | M. Carey Diane Warren | Rainbow                                                                  | 1999 | [ a 5 ]  |
| "Can't Take That Away (Mariah's Theme)" (Morales Revival Triumphant Mix)                                                         | M. Carey Diane Warren David Morales | —                                                                        | 1999 | [ a 24 ] |
| "Caution" | M. Carey Charles Henshaw Ernest Wilson Luca Polizzi Mohamed Sulaiman | Caution                                                                  | 2018 | [ a 2 ]  |
| "Charlie Brown Christmas" | Vince Guaraldi Lee Mendelson | Merry Christmas II You                                                   | 2010 | [ n 11 ] |
| "Christmas (Baby Please Come Home)"                                                                                              | Ellie Greenwich Jeff Barry Phil Spector | Merry Christmas                                                          | 1994 | [ a 7 ]  |
| "Christmas Time Is in the Air Again"                                                                                             | M. Carey Marc Shaiman | Merry Christmas II You                                                   | 2010 | [ a 8 ]  |
| "Circles" | M. Carey James Wright | The Emancipation of Mimi                                                 | 2005 | [ a 25 ] |
| "Close My Eyes" | M. Carey Walter Afanasieff | Butterfly                                                                | 1997 | [ a 21 ] |
| "Clown" | M. Carey Vidal Davis Andre Harris Mary Ann Tatum | Charmbracelet                                                            | 2002 | [ a 22 ] |
| "The Crave Song" | Mariah Carey | —                                                                        | 1995 | [ n 12 ] |
| "Cruise Control" (com participação de Damian Marley)                                                                             | M. Carey Jermaine Dupri Manuel Seal Johntá Austin Damian Marley | E=MC²                                                                    | 2008 | [ a 4 ]  |
| "Cry." | M. Carey James Wright | Me. I Am Mariah... The Elusive Chanteuse                                 | 2014 | [ a 18 ] |
| "Crybaby" (com participação de Snoop Dogg)                                                                                       | M. Carey Howie Hersh Calvin Broadus Trey Lorenz Timothy Gatlin Gene Griffin Aaron Hall III Teddy Riley                                                                         | Rainbow                                                                  | 1999 | [ n 13 ] |
| "Daydream Interlude" (Fantasy Sweet Dub Mix)                                                                                     | M. Carey Adrian Belew Chris Frantz Dave Hall Steven Stanley Tina Weymouth | Daydream                                                                 | 1995 | [ a 15 ] |
| "Dedicated" (com participação de Nas)                                                                                            | M. Carey Chauncey Hollis James Fauntleroy Nasir Jones Dennis Coles Robert Diggs Gary Grice Lamont Hawkins Jason Hunter Russell Jones Clifford Smith Corey Woods                | Me. I Am Mariah... The Elusive Chanteuse                                 | 2014 | [ n 14 ] |
| "Did I Do That?" (com participação de Mystikal e Master P)                                                                       | M. Carey Craig Bazile Tracey Waples Joseph Smokey Johnson Wardell Joseph Quezergue                                                                                             | Rainbow                                                                  | 1999 | [ n 15 ] |
| "Do You Know Where You're Going To"                                                                                              | Gerry Goffin Michael Masser | #1's                                                                     | 1998 | [ a 1 ]  |
| "Do You Think of Me" | M. Carey Walter Afanasieff Mark C. Rooney Mark Morales | Lado B de "Dreamlover"                                                   | 1993 | [ a 26 ] |
| "Don't Forget About Us" | M. Carey Jermaine Dupri Manuel Seal Johntá Austin | The Emancipation of Mimi                                                 | 2005 | [ a 25 ] |
| "Don't Forget About Us Part 2" (Desert Storm Remix) (com DJ Clue? com participação de Fabolous e Styles P)                       | M. Carey Jermaine Dupri Manuel Seal Johntá Austin Ernesto Shaw John Jackson David Styles                                                                                       | Fidel Cashflow 2006                                                      | 2006 | [ a 27 ] |
| "Dreamlover" | M. Carey Dave Hall | Music Box                                                                | 1993 | [ n 16 ] |
| "Dreamlover" (Morales Def Club Mix)                                                                                              | M. Carey Dave Hall | The Remixes                                                              | 2003 | [ n 16 ] |
| "Don't Stop (Funkin' 4 Jamaica)" (com participação de Mystikal)                                                                  | M. Carey Ernesto Shaw Duro Thomas Brown Toni Smith Michael Tyler | Glitter                                                                  | 2001 | [ n 17 ] |
| "El Amor Que Soñé" | Steve Perry Jonathan Cain Manny Benito | Daydream                                                                 | 1995 | [ n 18 ] |
| "Emotions" | M. Carey David Cole Robert Clivillés | Emotions                                                                 | 1991 | [ a 19 ] |
| "Emotions" (12" Club Mix) | M. Carey David Cole Robert Clivillés | The Remixes                                                              | 2003 | [ a 17 ] |
| "Endless Love" (com Luther Vandross)                                                                                             | Lionel Richie | Songs                                                                    | 1994 | [ a 28 ] |
| "Every Time I Close My Eyes" | Kenneth Edmonds | The Day                                                                  | 1996 | [ n 19 ] |
| "Everybody Hurts" (como parte de Helping Haiti)                                                                                  | Bill Berry Michael Stipe Mike Mills Peter Buck | Lançamento para a caridade                                               | 2010 | [ 30 ]   |
| "Everything Fades Away" | M. Carey Walter Afanasieff | Music Box                                                                | 1993 | [ a 11 ] |
| "Faded" | M. Carey Mike Williams Denisia "Blu June" Andrews | Me. I Am Mariah... The Elusive Chanteuse                                 | 2014 | [ a 18 ] |
| "Fantasy" | M. Carey Adrian Belew Chris Frantz Dave Hall Steven Stanley Tina Weymouth | Daydream                                                                 | 1995 | [ n 20 ] |
| "Fantasy" (Bad Boy Remix) (com participação de Ol' Dirty Bastard)                                                                | M. Carey Adrian Belew Chris Frantz Dave Hall Steven Stanley Tina Weymouth | The Remixes                                                              | 2003 | [ a 17 ] |
| "Fantasy" (Def Club Mix) | M. Carey Adrian Belew Chris Frantz Dave Hall Steven Stanley Tina Weymouth | The Remixes                                                              | 2003 | [ a 17 ] |
| "The First Noel" / "Born Is the King (Interlude)"                                                                                | Domínio público | Merry Christmas II You                                                   | 2010 | [ a 8 ]  |
| "Fly Away" (Butterfly Reprise)                                                                                                   | M. Carey David Morales Bernie Taupin Elton John | Butterfly                                                                | 1997 | [ a 21 ] |
| "Fly Away (Butterfly Reprise)" (Fly Away Club Mix)                                                                               | M. Carey David Morales Bernie Taupin Elton John | The Remixes                                                              | 2003 | [ n 21 ] |
| "Fly Like a Bird" | M. Carey James Wright | The Emancipation of Mimi                                                 | 2005 | [ a 25 ] |
| "For the Record" | M. Carey Bryan-Michael Cox Adonis Shropshire | E=MC²                                                                    | 2008 | [ a 4 ]  |
| "Forever" | M. Carey Walter Afanasieff | Daydream                                                                 | 1995 | [ a 15 ] |
| "Fourth of July" | M. Carey Walter Afanasieff | Butterfly                                                                | 1997 | [ a 21 ] |
| "Get Your Number" (com participação de Jermaine Dupri)                                                                           | M. Carey Jermaine Dupri Johntá Austin John Phillips Steve Jolley Tony Swain Ashley Ingram Lee John                                                                             | The Emancipation of Mimi                                                 | 2005 | [ n 22 ] |
| "God Rest Ye Merry, Gentlemendef"                                                                                                | Domínio público | Merry Christmas                                                          | 1994 | [ a 7 ]  |
| "Got a Thing 4 You" (com Da Brat com participação de Elephant Man)                                                               | M. Carey Robert Caldwell Shawntae Harris Lenton T. Hutton Alfons Kettner | Charmbracelet                                                            | 2002 | [ a 22 ] |
| "Giving Me Life" (com participação de Slick Rick e Blood Orange)                                                                 | M. Carey Devonté Hynes Richard Walters | Caution                                                                  | 2018 | [ n 23 ] |
| "GTFO" | M. Carey Bibi Bourelly Porter Robinson Jordan Manswell Paul Jeffries | Caution                                                                  | 2018 | [ n 24 ] |
| "Hark! The Herald Angels Sing" / "Gloria (In Excelsis Deo)"                                                                      | Felix Mendelssohn William H. Cummings Domínio público | Merry Christmas                                                          | 1994 | [ a 7 ]  |
| "H.A.T.E.U." | M. Carey Christopher Stewart Terius Nash | Memoirs of an Imperfect Angel                                            | 2009 | [ a 20 ] |
| "H.A.T.E.U." (So So Def Remix) (com participação de OJ da Juiceman, Gucci Mane e Big Boi)                                        | M. Carey Christopher Stewart Terius Nash Otis Williams, Jr. Radric Davis Antwan André Patton Carlton Mahone Rodney Terry Jonathan Smith                                        | Angels Advocate                                                          | 2009 | [ n 25 ] |
| "Heartbreaker" (com participação de Jay-Z)                                                                                       | M. Carey Shawn Carter Shirley Ellis Lincoln Chase Narada Michael Walden Jeffrey Cohen                                                                                          | Rainbow                                                                  | 1999 | [ n 26 ] |
| "Heartbreaker" (So So Def Remix) (com participação de Da Brat e Missy Elliott)                                                   | M. Carey Shawntae Harris Melissa Elliott Ricardo Emanuel Brown Calvin Broadus Warren Griffin III Andre Romell Young Nathaniel Hale                                             | Rainbow                                                                  | 1999 | [ n 27 ] |
| "Heartbreaker / If You Should Ever Be Lonely" (Junior's Heartbreaker Club Mix)                                                   | M. Carey Shirley Ellis Lincoln Chase Narada Michael Walden Jeffrey Cohen Val Young Andrews Frederick Jenkins                                                                   | The Remixes                                                              | 2003 | [ n 28 ] |
| "Heat" | M. Carey Crystal Nicole Johnson William James Adams Keith Harris Jail Hutchins John Fletcher Lawrence Smith R. Muller                                                          | E=MC²                                                                    | 2008 | [ a 4 ]  |
| "Heavenly (No Ways Tired / Can't Give Up Now)"                                                                                   | M. Carey Curtis Burrell George Clinton, Jr. | Me. I Am Mariah... The Elusive Chanteuse                                 | 2014 | [ n 29 ] |
| "Here Comes Santa Claus (Right Down Santa Claus Lane)" / "Housetop Celebration"                                                  | Gene Autry Oakley Haldeman Benjamin Hanby | Merry Christmas II You                                                   | 2010 | [ a 8 ]  |
| "#Hermosa" (Spanglish Version) (com participação de Miguel)                                                                      | M. Carey Brook Davis Nathan Perez Miguel Pimentel | —                                                                        | 2013 | [ n 30 ] |
| "Hero" | M. Carey Walter Afanasieff | Music Box                                                                | 1993 | [ a 11 ] |
| "Héroe" | M. Carey Walter Afanasieff | Music Box                                                                | 1993 | [ n 31 ] |
| "Hero" (2009 Version) | M. Carey Walter Afanasieff | Music Box: 30th Anniversary Edition                                      | 2009 | [ a 30 ] |
| "Honey" | M. Carey Bobby Robinson Kamaal Fareed Larry Price Malcolm McLaren Sean Combs Stephen Hague Steven Jordan Ronald Larkins                                                        | Butterfly                                                                | 1997 | [ n 32 ] |
| "Honey" (Classic Mix) | M. Carey Bobby Robinson Kamaal Fareed Sean Combs Stephen Hague Steven Jordan David Morales M. Dewese                                                                           | The Remixes                                                              | 2003 | [ n 33 ] |
| "Honey" (Def Club Mix) | M. Carey Bobby Robinson Kamaal Fareed Larry Price Malcolm McLaren Sean Combs Stephen Hague Steven Jordan                                                                       | Butterfly                                                                | 1997 | [ n 33 ] |
| "Honey" (So So Def Radio Mix) (com participação de Da Brat e JD)                                                                 | M. Carey Bobby Robinson Larry Price Malcolm McLaren Freddie Perren Alphonzo Mizell Berry Gordy Dennis Lussier                                                                  | Butterfly                                                                | 1997 | [ n 34 ] |
| "How Much" (com participação de Usher e Jermaine Dupri)                                                                          | M. Carey Jermaine Dupri Bryan-Michael Cox Tupac Shakur Darryl Harper Tyrone Wrice Ricky Rouse                                                                                  | Rainbow                                                                  | 1999 | [ n 35 ] |
| "I Am Free" | M. Carey Walter Afanasieff | Daydream                                                                 | 1995 | [ a 15 ] |
| "Didn't Mean to Turn You On" | James Harris III Terry Lewis | Glitter                                                                  | 2001 | [ n 36 ] |
| "I Don't" (com participação de YG)                                                                                               | M. Carey Keenon Jackson Donell Jones Kyle West | —                                                                        | 2017 | [ n 37 ] |
| "I Don't" (com participação de YG e Remy Ma)                                                                                     | M. Carey Keenon Jackson Donell Jones Kyle West Reminisce Mackie | —                                                                        | 2017 | [ n 37 ] |
| "I Don't Wanna Cry" | M. Carey Narada Michael Walden | Mariah Carey                                                             | 1990 | [ a 12 ] |
| "I Know What You Want" (com Busta Rhymes com participação de Flipmode Squad)                                                     | Trevor Smith Rashia Fisher Roger McNair Ricardo Thomas William A. Lewis L. Jones                                                                                               | Charmbracelet                                                            | 2002 | [ a 22 ] |
| "I Only Wanted" | M. Carey Lionel Cole | Charmbracelet                                                            | 2002 | [ a 22 ] |
| "I Stay in Love" | M. Carey Bryan-Michael Cox Adonis Shropshire Kendrick Dean | E=MC²                                                                    | 2008 | [ a 4 ]  |
| "I Still Believe" | Antonina Armato Giuseppe Cantarelli | #1's                                                                     | 1998 | [ a 1 ]  |
| "I Still Believe" (Morales Classic Club Mix)                                                                                     | Antonina Armato Giuseppe Cantarelli | —                                                                        | 1998 | [ a 31 ] |
| "I Still Believe" (Morales The Eve of Souls Mix)                                                                                 | Antonina Armato Giuseppe Cantarelli | —                                                                        | 1998 | [ a 31 ] |
| "I Still Believe" (Stevie J Remix)                                                                                               | Antonina Armato Giuseppe Cantarelli | —                                                                        | 1998 | [ a 31 ] |
| "I Still Believe / Pure Imagination" (Damizza Reemix) (com participação de Da Brat e Krayzie Bone)                               | Antonina Armato Giuseppe Cantarelli Leslie Bricusse Anthony Newley | —                                                                        | 1998 | [ n 38 ] |
| "I Want to Know What Love Is" | Mick Jones | Memoirs of an Imperfect Angel                                            | 2009 | [ a 20 ] |
| "I Wish You Knew" | M. Carey James Wright | The Emancipation of Mimi                                                 | 2005 | [ a 25 ] |
| "I Wish You Well" | M. Carey James Poyser Mary Ann Tatum | E=MC²                                                                    | 2008 | [ a 4 ]  |
| "I'll Be Lovin' U Long Time" | M. Carey Crystal Nicole Johnson Aldrin Davis Mark DeBarge Etterlene Jordan | E=MC²                                                                    | 2008 | [ n 39 ] |
| "I'll Be Lovin' U Long Time" (com participação de T.I.)                                                                          | M. Carey Crystal Nicole Johnson Aldrin Davis Mark DeBarge Etterlene Jordan Clifford Harris                                                                                     | E=MC²                                                                    | 2008 | [ n 39 ] |
| "I'll Be There" (com participação de Trey Lorenz)                                                                                | Berry Gordy Bob West Hal Davis Willie Hutch | MTV Unplugged                                                            | 1992 | [ a 32 ] |
| "I've Been Thinking About You"                                                                                                   | M. Carey David Cole Robert Clivillés | Music Box                                                                | 1993 | [ n 40 ] |
| "I'm That Chick" | M. Carey Johntá Austin Rod Temperton Mikkel Storleer Eriksen Tor Erik Hermansem                                                                                                | E=MC²                                                                    | 2008 | [ n 41 ] |
| "If It's Over" | M. Carey Carole King | Emotions                                                                 | 1991 | [ a 19 ] |
| "If We" (com participação de Nate Dogg e Ja Rule)                                                                                | M. Carey Damion Young H. Hersh Jeffrey Atkins Nathaniel Hale | Glitter                                                                  | 2001 | [ a 13 ] |
| "Imperfect" | M. Carey Christopher Stewart Terius Nash | Angels Advocate                                                          | 2010 | [ n 42 ] |
| "The Impossible" | M. Carey Christopher Stewart Terius Nash Albert Brown III Donald DeGrate | Memoirs of an Imperfect Angel                                            | 2009 | [ n 43 ] |
| "The Impossible (The Reprise)"                                                                                                   | M. Carey Christopher Stewart Terius Nash Albert Brown III Donald DeGrate | Memoirs of an Imperfect Angel                                            | 2009 | [ n 43 ] |
| "Infamous" (com o elenco de Empire e Jussie Smollett)                                                                            | M. Carey Jermaine Dupri James Wright | —                                                                        | 2016 | [ 41 ]   |
| "Infinity" | M. Carey Eric Hudson Priscilla Renea Taylor Parks Ilsey Juber | #1 to Infinity                                                           | 2015 | [ a 33 ] |
| "Inseparable" | M. Carey Christopher Stewart Terius Nash Rob Hyman Cyndi Lauper | Memoirs of an Imperfect Angel                                            | 2009 | [ n 44 ] |
| "Inseparable" (com participação de Trey Songz)                                                                                   | M. Carey Christopher Stewart Terius Nash Rob Hyman Cyndi Lauper | Angels Advocate                                                          | 2009 | [ n 4 ]  |
| "Irresistible (West Side Connection)" (com participação de Westside Connection)                                                  | M. Carey O'Shea Jackson Quincy Jones III Theodore Life Dexter Wansel Damion Young                                                                                              | Charmbracelet                                                            | 2002 | [ n 45 ] |
| "It's a Wrap" | M. Carey Barry White | Memoirs of an Imperfect Angel                                            | 2009 | [ n 46 ] |
| "It's a Wrap" (com participação de Mary J. Blige)                                                                                | M. Carey Barry White | Me. I Am Mariah... The Elusive Chanteuse                                 | 2009 | [ n 46 ] |
| "It's Like That" | M. Carey Jermaine Dupri Manuel Seal, Jr. Johntá Austin | The Emancipation of Mimi                                                 | 2005 | [ n 47 ] |
| "It's Like That" (Morales Club Mix)                                                                                              | M. Carey Jermaine Dupri Manuel Seal, Jr. Johntá Austin | —                                                                        | 2005 | [ n 47 ] |
| "In the Mix" | M. Carey Daniel Moore II | —                                                                        | 2019 | [ n 48 ] |
| "Jesus Born on This Day" | M. Carey Walter Afanasieff | Merry Christmas                                                          | 1994 | [ a 7 ]  |
| "Jesus Oh What a Wonderful Child"                                                                                                | Domínio público | Merry Christmas                                                          | 1994 | [ a 7 ]  |
| "Joy Ride" | M. Carey Jeffery Grier | The Emancipation of Mimi                                                 | 2005 | [ a 25 ] |
| "Joy to the World" | Domínio público Hoyt Axton | Merry Christmas                                                          | 1994 | [ n 49 ] |
| "Just Stand Up!" (como parte de Artists Stand Up to Cancer)                                                                      | Kenneth Edmonds Ronnie Walton | —                                                                        | 2008 | [ 43 ]   |
| "Just To Hold You Once Again" | M. Carey Walter Afanasieff | Music Box                                                                | 1993 | [ a 11 ] |
| "Languishing (The Interlude)" | M. Carey James Wright | Memoirs of an Imperfect Angel                                            | 2009 | [ a 20 ] |
| "Last Kiss" | M. Carey Jermaine Dupri Manuel Seal, Jr. Johntá Austin | E=MC²                                                                    | 2008 | [ a 4 ]  |
| "Last Night A DJ Saved My Life" (com participação de Busta Rhymes, Fabolous e DJ Clue?)                                          | Michael Cleveland | Glitter                                                                  | 2001 | [ n 50 ] |
| "Lead the Way" | M. Carey Walter Afanasieff | Glitter                                                                  | 2001 | [ a 13 ] |
| "Lil' L.O.V.E." (Bone Thugs-n-Harmony com participação de Mariah Carey e Bow Wow)                                                | M. Carey Shante Harris Anthony Henderson Steven Howse James Phillips Charles Struggs Jermaine Dupri                                                                            | Strength & Loyalty                                                       | 2007 | [ a 35 ] |
| "Lil Snowman" | M. Carey Johnny Marks Marvin Brodie Harvey Mason, Jr. | All I Want for Christmas Is You (Original Motion Picture Soundtrack)     | 2017 | [ a 36 ] |
| "Long Ago" | M. Carey Jermaine Dupri Manuel Seal, Jr. | Daydream                                                                 | 1995 | [ a 15 ] |
| "Looking In" | M. Carey Walter Afanasieff | Daydream                                                                 | 1995 | [ a 15 ] |
| "Love Story" | M. Carey Jermaine Dupri Manuel Seal, Jr. Johntá Austin | E=MC²                                                                    | 2008 | [ a 4 ]  |
| "Loverboy" (com participação de Cameo)                                                                                           | M. Carey Larry Blackmon Thomas Jenkins | Glitter                                                                  | 2001 | [ n 51 ] |
| "Loverboy" (Remix) (com participação de Da Brat, Ludacris, Shawnna e Twenty II)                                                  | M. Carey Larry Blackmon Thomas Jenkins Shawntae Harris Christopher Bridges Rashawnna Guy                                                                                       | Glitter                                                                  | 2001 | [ n 51 ] |
| "Loverboy" (Morales Club of Love Mix)                                                                                            | M. Carey Larry Blackmon Thomas Jenkins | —                                                                        | 2001 | [ n 51 ] |
| "Love Takes Time" | M. Carey Ben Margulies | Mariah Carey                                                             | 1990 | [ a 12 ] |
| "Lullaby" | M. Carey Vidal Davis Andre Harris | Charmbracelet                                                            | 2002 | [ a 22 ] |
| "Make It Happen" | M. Carey David Cole Robert Clivillés | Emotions                                                                 | 1991 | [ n 52 ] |
| "Make It Look Good" | M. Carey Jermaine Dupri Bryan-Michael Cox Walter Sigler Allan Felder | Me. I Am Mariah... The Elusive Chanteuse                                 | 2014 | [ n 53 ] |
| "Makin' It Last All Night (What it Do)" (com participação de Jermaine Dupri)                                                     | M. Carey Jermaine Dupri Bryan-Michael Cox Johntá Austin Jarod Alston Dalvin DeGrate Donald DeGrate                                                                             | The Emancipation of Mimi                                                 | 2005 | [ n 54 ] |
| "Melt Away" | M. Carey Kenneth Edmonds | Daydream                                                                 | 1995 | [ a 15 ] |
| "Meteorite" | M. Carey Kamaal Fareed Allan Felder Norman Harris Ron Tyson | Me. I Am Mariah... The Elusive Chanteuse                                 | 2014 | [ n 55 ] |
| "Mi Todo" | M. Carey Walter Afanasieff | Butterfly                                                                | 1997 | [ n 56 ] |
| "Migrate" (com participação de T-Pain)                                                                                           | M. Carey Nathaniel Hills Balewa Muhammad Faheem Najm | E=MC²                                                                    | 2008 | [ a 4 ]  |
| "Mine Again" | M. Carey James Poyser | The Emancipation of Mimi                                                 | 2005 | [ a 25 ] |
| "Miss You" (com participação de Jadakiss)                                                                                        | M. Carey Jermaine Dupri Bryan-Michael Cox J.T. Philips Terry Etling Linda Laurie                                                                                               | The Remixes                                                              | 2002 | [ n 57 ] |
| "Miss You Most (At Christmas Time)"                                                                                              | M. Carey Walter Afanasieff | Merry Christmas                                                          | 1994 | [ a 7 ]  |
| "Money ($ * / ...)" (com participação de Fabolous)                                                                               | M. Carey Chauncey Hollis John Jackson Dan Satch Edwin Birdsong | Me. I Am Mariah... The Elusive Chanteuse                                 | 2014 | [ n 58 ] |
| "More Than Just Friends" | M. Carey Christopher Stewart Terius Nash Sean Combs Chris Wallace Rashad Smith Mark DeBarge Etterlene Jordan                                                                   | Memoirs of an Imperfect Angel                                            | 2009 | [ n 59 ] |
| "Music Box" | M. Carey Walter Afanasieff | Music Box                                                                | 1993 | [ a 11 ] |
| "My All" | M. Carey Walter Afanasieff | Butterfly                                                                | 1997 | [ a 21 ] |
| "My All" (Morales 'My' Club Mix)                                                                                                 | M. Carey Walter Afanasieff | The Remixes                                                              | 2003 | [ a 17 ] |
| "My All / Stay Awhile" (So So Def Remix) (com participação de Lord Tariq and Peter Gunz)                                         | M. Carey Walter Afanasieff Carl McIntosh Jane Eugene Steve Nichol | The Remixes                                                              | 2003 | [ a 17 ] |
| "My Love" (The-Dream com participação de Mariah Carey)                                                                           | M. Carey Terius Nash Carlos McKinney | Love vs. Money                                                           | 2009 | [ a 38 ] |
| "My Saving Grace" | M. Carey Kenneth Crouch Trevor Lawrence Randy Jackson | Charmbracelet                                                            | 2002 | [ a 22 ] |
| "Never Forget You" | M. Carey Kenneth Edmonds | Music Box                                                                | 1993 | [ a 11 ] |
| "Never Too Far" | M. Carey James Harris III Terry Lewis | Glitter                                                                  | 2001 | [ a 13 ] |
| "Never Too Far/Hero Medley" | M. Carey Walter Afanasieff James Harris III Terry Lewis | Greatest Hits                                                            | 2001 | [ a 10 ] |
| "Now That I Know" | M. Carey David Cole Robert Clivillés | Music Box                                                                | 1993 | [ a 11 ] |
| "O Come All Ye Faithful / Hallelujah Chorus" (com participação de Patricia Carey)                                                | Domínio público George Frideric Handel | Merry Christmas II You                                                   | 2010 | [ a 8 ]  |
| "O Holy Night" | Domínio público | Merry Christmas                                                          | 1994 | [ a 7 ]  |
| "O Little Town of Bethlehem / Little Drummer Boy Medley"                                                                         | Phillips Brooks Lewis H. Redner Katherine Davis Henry Onorati Harry Simeone | Merry Christmas II You                                                   | 2010 | [ a 8 ]  |
| "Obsessed" | M. Carey Christopher Stewart Terius Nash | Memoirs of an Imperfect Angel                                            | 2009 | [ a 20 ] |
| "Obsessed" (com participação de Gucci Mane)                                                                                      | M. Carey Christopher Stewart Terius Nash Radric Delantic Davis | Angels Advocate                                                          | 2009 | [ n 4 ]  |
| "Oh Santa!" | M. Carey Jermaine Dupri Bryan-Michael Cox | Merry Christmas II You                                                   | 2010 | [ a 8 ]  |
| "One Mo' Gen" | M. Carey Frederik Ball Ebony Oshunrinde Jason Boyd | Caution                                                                  | 2018 | [ a 2 ]  |
| "The One" | M. Carey Jermaine Dupri Bryan-Michael Cox | Charmbracelet                                                            | 2002 | [ a 22 ] |
| "The One" (So So Def Remix) (com participação de Bone Crusher)                                                                   | M. Carey Jermaine Dupri Bryan-Michael Cox | The Remixes                                                              | 2003 | [ a 22 ] |
| "One and Only" (com participação de Twista)                                                                                      | M. Carey Samuel Lindley Carl Mitchell | The Emancipation of Mimi                                                 | 2005 | [ a 25 ] |
| "One Child" | M. Carey Marc Shaiman | Merry Christmas II You                                                   | 2010 | [ a 8 ]  |
| "One More Try" | George Michael | Me. I Am Mariah... The Elusive Chanteuse                                 | 2014 | [ a 18 ] |
| "One Sweet Day" (com Boyz II Men)                                                                                                | M. Carey Walter Afanasieff | Daydream                                                                 | 1995 | [ a 15 ] |
| "O.O.C" | M. Carey Kasseem Dean Sheldon Harris | E=MC²                                                                    | 2008 | [ a 4 ]  |
| "Open Arms" | Steve Perry Jonathan Cain | Daydream                                                                 | 1995 | [ a 15 ] |
| "Outside" | M. Carey Walter Afanasieff | Butterfly                                                                | 1997 | [ a 21 ] |
| "Panic the City" | M. Carey Jermaine Dupri | —                                                                        | 2009 | [ n 60 ] |
| "Petals" | M. Carey James Wright James Harris III Terry Lewis | Rainbow                                                                  | 1999 | [ a 5 ]  |
| "Prisoner" | M. Carey Ben Margulies | Mariah Carey                                                             | 1990 | [ a 12 ] |
| "Portrait" | M. Carey Daniel Moore II | Caution                                                                  | 2018 | [ a 2 ]  |
| "Rainbow (Interlude)" | M. Carey James Harris III Terry Lewis | Rainbow                                                                  | 1999 | [ a 5 ]  |
| "Reflections (Care Enough)" | M. Carey Phillipe Pierre | Glitter                                                                  | 2001 | [ a 13 ] |
| "Ribbon" | M. Carey Christopher Stewart Terius Nash | Memoirs of an Imperfect Angel                                            | 2009 | [ a 20 ] |
| "Ribbon" (com participação de The-Dream e Ludacris)                                                                              | M. Carey Christopher Stewart Terius Nash Christopher Bridges | Angels Advocate                                                          | 2009 | [ n 4 ]  |
| "Right to Dream" | M. Carey Willie Nelson | —                                                                        | 2008 | [ n 61 ] |
| "The Roof (Back in Time)" | M. Carey Cory Rooney Kejuan Muchita Albert Johnson Jean Claude Oliver Samuel Barnes                                                                                            | Butterfly                                                                | 1997 | [ n 62 ] |
| "The Roof (Back in Time)" (com participação de Mobb Deep)                                                                        | M. Carey Cory Rooney Kejuan Muchita Albert Johnson Jean Claude Oliver Samuel Barnes                                                                                            | —                                                                        | 1997 | [ n 62 ] |
| "Runway" | M. Carey Daniel Moore II Peder Losnegård Priscilla Hamilton | Caution                                                                  | 2018 | [ n 63 ] |
| "Runway" (com participação de KOHH)                                                                                              | M. Carey Daniel Moore II Peder Losnegård Priscilla Hamilton | Caution                                                                  | 2018 | [ n 63 ] |
| "Santa Claus Is Comin' to Town"                                                                                                  | Haven Gillespie John Frederick Coots | Merry Christmas                                                          | 1994 | [ a 7 ]  |
| "Santa Claus Is Coming to Town" (Intro)                                                                                          | Haven Gillespie John Frederick Coots | Merry Christmas II You                                                   | 2010 | [ a 8 ]  |
| "Say Somethin'" (com participação de Snoop Dogg)                                                                                 | M. Carey Pharrell Williams Chad Hugo Calvin Broadus | The Emancipation of Mimi                                                 | 2005 | [ a 25 ] |
| "Say Somethin'" (Morales Stereo Anthem Mix) (com participação de Snoop Dogg)                                                     | M. Carey Pharrell Williams Chad Hugo Calvin Broadus | —                                                                        | 2005 | [ a 39 ] |
| "Say Somethin'" (So So Def Remix) (com participação de Dem Franchize Boyz)                                                       | M. Carey Pharrell Williams Chad Hugo Calvin Broadus Jermaine Dupri Maurice Gleaton Jamal Willingham Bernard Leverette Gerald Tiller                                            | —                                                                        | 2005 | [ a 40 ] |
| "Secret Love" | M. Carey Kaseem Dean | The Emancipation of Mimi                                                 | 2005 | [ a 25 ] |
| "Sent From Up Above" | M. Carey Rhett Lawrence | Mariah Carey                                                             | 1990 | [ a 12 ] |
| "Shake It Off" | M. Carey Jermaine Dupri Bryan-Michael Cox Johntá Austin | The Emancipation of Mimi                                                 | 2005 | [ a 25 ] |
| "Side Effects" (com participação de Jeezy)                                                                                       | M. Carey Crystal Nicole Johnson Scott Storch Jay Jenkins | E=MC²                                                                    | 2008 | [ a 4 ]  |
| "Silent Night" | Franz Xaver Gruber | Merry Christmas                                                          | 1994 | [ a 7 ]  |
| "Skydiving" | Mariah Carey | —                                                                        | 2009 | [ n 64 ] |
| "Slipping Away" | M. Carey Dave Hall | Lado B de "Open Arms"                                                    | 1995 | [ n 65 ] |
| "So Blessed" | M. Carey Walter Afanasieff | Emotions                                                                 | 1991 | [ a 19 ] |
| "So Lonely (One and Only Part II)" (com Twista)                                                                                  | M. Carey Carl Mitchell Rodney Jerkins Adonis Shropshire Makeba Riddick | The Emancipation of Mimi                                                 | 2005 | [ a 25 ] |
| "Someday" | M. Carey Ben Margulies | Mariah Carey                                                             | 1990 | [ a 12 ] |
| "Someday" (ao vivo no MTV Unplugged)                                                                                             | M. Carey Ben Margulies | #1 to Infinity                                                           | 2015 | [ n 66 ] |
| "Sprung" | M. Carey L. Leeper Gloria Jones Pamela Sawyer | The Emancipation of Mimi                                                 | 2005 | [ n 67 ] |
| "Standing O" | M. Carey Christopher Stewart Terius Nash | Memoirs of an Imperfect Angel                                            | 2009 | [ a 20 ] |
| "The Star" | M. Carey Marc Shaiman | The Star                                                                 | 2017 | [ 50 ]   |
| "Stay the Night" | M. Carey Kanye West Thom Bell Linda Creed | The Emancipation of Mimi                                                 | 2005 | [ n 68 ] |
| "Stay Long Love You" (com participação de Gunna)                                                                                 | M. Carey Jonathan Yip Ray Romulus Jeremy Reeves Ray Charles McCollough II Sergio Kitchens                                                                                      | Caution                                                                  | 2018 | [ a 2 ]  |
| "Subtle Invitation" | M. Carey Marcus Vest Lloyd Smith Kenneth Crouch Rob Bacon Randy Jackson | Charmbracelet                                                            | 2002 | [ a 22 ] |
| "Sunflowers for Alfred Roy" | M. Carey Lionel Cole | Charmbracelet                                                            | 2002 | [ a 22 ] |
| "Supernatural" (com participação de Monroe Cannon e Moroccan Cannon)                                                             | M. Carey Jermaine Dupri Bryan-Michael Cox | Me. I Am Mariah... The Elusive Chanteuse                                 | 2014 | [ a 18 ] |
| "Sweetheart" (com JD) | Rainy Davis Pete Warner | #1's                                                                     | 1998 | [ a 1 ]  |
| "Thanx for Nothin'" | M. Carey Jermaine Dupri Manuel Seal | E=MC²                                                                    | 2008 | [ a 4 ]  |
| "The Distance" (com participação de Ty Dolla Sign)                                                                               | M. Carey Sonny Moore Peder Losnegård Jason Boyd Tyrone William Griffin, Jr. | Caution                                                                  | 2018 | [ a 2 ]  |
| "There for Me" | M. Carey Diane Warren David Foster | Lado B de "Never Too Far/Hero Medley"                                    | 2001 | [ a 42 ] |
| "There's Got to Be a Way" | M. Carey Ric Wake | Mariah Carey                                                             | 1990 | [ a 12 ] |
| "There's Got to Be a Way" (12" Remix)                                                                                            | M. Carey Ric Wake | —                                                                        | 1991 | [ 51 ]   |
| "There's Got to Be a Way" (Alt. Vocal Dub Mix)                                                                                   | M. Carey Ric Wake | —                                                                        | 1991 | [ 51 ]   |
| "Things That U Do" (Jay-Z com participação de Mariah Carey)                                                                      | Shawn Carter Kasseem Dean Kyambo Joshua | Vol. 3... Life and Times of S. Carter                                    | 1999 | [ a 43 ] |
| "'Til the End of Time" | M. Carey Walter Afanasieff | Emotions                                                                 | 1991 | [ a 19 ] |
| "Thank God I Found You" (com participação de Joe e 98 Degrees)                                                                   | M. Carey James Harris III Terry Lewis | Rainbow                                                                  | 1999 | [ a 5 ]  |
| "Thank God I Found You" (Make It Last Remix) (com participação de Joe e Nas)                                                     | M. Carey Teddy Riley Keith Sweat James Harris III Terry Lewis | The Remixes                                                              | 2003 | [ n 69 ] |
| "There Goes My Heart" | M. Carey Irving Lorenzo Marcus Vest Lloyd L. Smith | Charmbracelet                                                            | 2002 | [ a 22 ] |
| "Thirsty" | M. Carey Chauncey Hollis Denisia Andrews Maryann Tatum | Me. I Am Mariah... The Elusive Chanteuse                                 | 2014 | [ a 18 ] |
| "Thirsty" (com participação de Rich Homie Quan)                                                                                  | M. Carey Chauncey Hollis Denisia Andrews Maryann Tatum | Me. I Am Mariah... The Elusive Chanteuse                                 | 2014 | [ n 70 ] |
| "Through the Rain" | M. Carey Lionel Cole | Charmbracelet                                                            | 2002 | [ a 22 ] |
| "Through the Rain" (Remix) (com participação de Joe e Kelly Price)                                                               | M. Carey Kenneth Crouch Randy Jackson | Charmbracelet                                                            | 2002 | [ a 22 ] |
| "To Be Around You" | M. Carey David Cole | Emotions                                                                 | 1991 | [ a 19 ] |
| "To the Floor" (com participação de Nelly)                                                                                       | M. Carey Pharrell Williams Chad Hugo Cornell Haynes, Jr. | The Emancipation of Mimi                                                 | 2005 | [ a 25 ] |
| "Todo Para Ti" (como parte de The All Stars)                                                                                     | Michael Jackson Rubén Blades | —                                                                        | 2001 | [ n 71 ] |
| "Touch My Body" | M. Carey Christopher Stewart Terius Nash Crystal Nicole Johnson | E=MC²                                                                    | 2008 | [ a 4 ]  |
| "Touch My Body" (Love/Hate Remix) (com participação de Rick Ross e The-Dream)                                                    | M. Carey Christopher Stewart Terius Nash Crystal Nicole Johnson William Roberts II LaRon James                                                                                 | —                                                                        | 2008 | [ n 72 ] |
| "Triumphant (Get 'Em)" (com participação de Rick Ross e Meek Mill)                                                               | M. Carey Jermaine Dupri Bryan-Michael Cox William L. Roberts II Robert R. Williams                                                                                             | —                                                                        | 2012 | [ 55 ]   |
| "Triumphant (Get 'Em)" (Vintage Throwback Mix)                                                                                   | M. Carey Jermaine Dupri Bryan-Michael Cox | —                                                                        | 2012 | [ 56 ]   |
| "Twister" | M. Carey James Wright James Harris III Terry Lewis | Glitter                                                                  | 2001 | [ a 13 ] |
| "U Make Me Wanna" (Jadakiss com participação de Mariah Carey)                                                                    | M. Carey Jason Phillips Scott Storch | Kiss of Death                                                            | 2004 | [ a 45 ] |
| "Underneath the Stars" | M. Carey Walter Afanasieff | Daydream                                                                 | 1995 | [ a 15 ] |
| "Unforgettable" (Mariah Carey Acoustic Remix) (French Montana com participação de Swae Lee e Mariah Carey)                       | M. Carey Karim Kharbouch Khalif Brown Christopher Washington Jake Aujla McCulloch Sutphin                                                                                      | —                                                                        | 2017 | [ a 46 ] |
| "Unforgettable" (Mariah Carey Remix) (French Montana com participação de Swae Lee e Mariah Carey)                                | M. Carey Karim Kharbouch Khalif Brown Christopher Washington Jake Aujla McCulloch Sutphin                                                                                      | —                                                                        | 2017 | [ 57 ]   |
| "Up Out My Face" | M. Carey Christopher Stewart Terius Nash | Memoirs of an Imperfect Angel                                            | 2009 | [ a 20 ] |
| "Up Out My Face" (com participação de Nicki Minaj)                                                                               | M. Carey Christopher Stewart Terius Nash Onika Maraj | Angels Advocate                                                          | 2009 | [ n 4 ]  |
| "Up Out My Face (The Reprise)"                                                                                                   | M. Carey Christopher Stewart Terius Nash | Memoirs of an Imperfect Angel                                            | 2009 | [ a 20 ] |
| "Vanishing" | M. Carey Ben Margulies | Mariah Carey                                                             | 1990 | [ a 12 ] |
| "Vision of Love" | M. Carey Ben Margulies | Mariah Carey                                                             | 1990 | [ a 12 ] |
| "Vulnerability (Interlude)" | Mariah Carey | Rainbow                                                                  | 1999 | [ a 5 ]  |
| "Want You" (com participação de Eric Benét)                                                                                      | M. Carey James Wright James Harris III Terry Lewis | Glitter                                                                  | 2001 | [ a 13 ] |
| "Warning" (Remix) (Uncle Murda com participação de Mariah Carey, 50 Cent e Young Jeezy)                                          | M. Carey Uncle Murda 50 Cent | —                                                                        | 2011 | [ 58 ]   |
| "We Belong Together" | M. Carey Jermaine Dupri Manuel Seal Johntá Austin Darnell Bristol Kenneth Edmonds Sidney DeWayne Bobby Womack Patrick Moten Sandra Sully                                       | The Emancipation of Mimi                                                 | 2005 | [ n 73 ] |
| "We Belong Together" (Desert Storm Remix) (com participação de Jadakiss e Styles P)                                              | M. Carey Jermaine Dupri Manuel Seal Johntá Austin Darnell Bristol Kenneth Edmonds Sidney DeWayne Bobby Womack Patrick Moten Sandra Sully                                       | The Emancipation of Mimi                                                 | 2005 | [ a 25 ] |
| "Weakness of the Body" | Ken Cedar | —                                                                        | 1986 | [ n 74 ] |
| "What More Can I Give" (como parte de The All Stars)                                                                             | Michael Jackson | —                                                                        | 2001 | [ 60 ]   |
| "When Do the Bells Ring for Me" (com Tony Bennett)                                                                               | Charles De Forest | Duets II                                                                 | 2011 | [ a 47 ] |
| "When Christmas Comes" | M. Carey James Poyser | Merry Christmas II You                                                   | 2010 | [ a 8 ]  |
| "When I Saw You" | M. Carey Walter Afanasieff | Daydream                                                                 | 1995 | [ a 15 ] |
| "When You Believe" (com Whitney Houston)                                                                                         | Stephen Schwartz Kenneth Edmonds | #1's                                                                     | 1998 | [ a 1 ]  |
| "Where I Belong" (com Busta Rhymes)                                                                                              | M. Carey Trevor Smith, Jr. Ricardo Thomas Michel Sotolongo J. J Doe Smith | Extinction Level Event 2: The Wrath of God                               | 2017 | [ n 75 ] |
| "Whenever You Call" | M. Carey Walter Afanasieff | Butterfly                                                                | 1997 | [ a 21 ] |
| "Whenever You Call" (com Brian McKnight)                                                                                         | M. Carey Walter Afanasieff | #1's                                                                     | 1998 | [ a 1 ]  |
| "Why You Mad? (Infinity Remix)" (com participação de French Montana, Justin Bieber e T.I.)                                       | M. Carey Karim Kharbouch Justin Bieber Clifford Harris | —                                                                        | 2015 | [ 63 ]   |
| "The Wind" | M. Carey Russ Freeman | Emotions                                                                 | 1991 | [ n 76 ] |
| "With You" | M. Carey Dijon McFarlane Charles Henshaw Greg Lawary | Caution                                                                  | 2018 | [ a 2 ]  |
| "Without You" | William Peter Ham Tom Evans | Music Box                                                                | 1993 | [ a 11 ] |
| "X-Girlfriend" | M. Carey Kandi Burruss Kevin Briggs | Rainbow                                                                  | 1999 | [ a 5 ]  |
| "You Don't Know What to Do" (com participação de Wale)                                                                           | M. Carey Jermaine Dupri Bryan-Michael Cox Olubowale Akintimehin Patrick Adams Terri Gonzalez                                                                                   | Me. I Am Mariah... The Elusive Chanteuse                                 | 2014 | [ n 77 ] |
| "You Got Me" (com participação de Jay-Z e Freeway)                                                                               | M. Carey Shawn Carter Leslie Pridgen Justin Smith | Charmbracelet                                                            | 2002 | [ a 22 ] |
| "You Had Your Chance" | M. Carey Jermaine Dupri Bryan-Michael Cox Leon Haywood | Charmbracelet                                                            | 2002 | [ n 78 ] |
| "You Need Me" | M. Carey Rhett Lawrence | Mariah Carey                                                             | 1990 | [ a 12 ] |
| "Your Girl" | M. Carey Marc Shemer | The Emancipation of Mimi                                                 | 2005 | [ n 79 ] |
| "Yours" | M. Carey James Wright James Harris III Terry Lewis | Charmbracelet                                                            | 2002 | [ a 22 ] |
| "You're Mine (Eternal)" | M. Carey Rodney Jerkins | Me. I Am Mariah... The Elusive Chanteuse                                 | 2014 | [ a 18 ] |
| "You're Mine (Eternal)" (Remix) (com participação de Trey Songz)                                                                 | M. Carey Rodney Jerkins Tremaine Neverson | —                                                                        | 2014 | [ 64 ]   |
| "You're So Cold" | M. Carey David Cole | Emotions                                                                 | 1991 | [ a 19 ] |
| "(You Make Me Feel Like) A Natural Woman" (como parte de The Divas)                                                              | Gerry Goffin Carole King Jerry Wexler | VH1 Divas Live                                                           | 1998 | [ 65 ]   |
| "Here We Go Around Again" | M. Carey Ben Margulies | The Rarities                                                             | 2020 | [ n 80 ] |
| "Can You Hear Me" | M. Carey Barry Mann | The Rarities                                                             | 2020 | [ n 81 ] |
| "All I Live For" | M. Carey Walter Afanasieff | The Rarities                                                             | 2020 | [ n 82 ] |
| "One Night" | M. Carey Jermaine Dupri | The Rarities                                                             | 2020 | [ n 83 ] |
| "Out Here on My Own" | Lesley Gore Michael Gore | The Rarities                                                             | 2020 | [ n 84 ] |
| "Loverboy" (Firecracker Original Version)                                                                                        | M. Carey Martin Denny | The Rarities                                                             | 2020 | [ n 85 ] |
| "I Pray" | M. Carey K. Crouch | The Rarities                                                             | 2020 | [ n 86 ] |
| "Cool on You" | M. Carey J. Dupri M. Seal, Jr. J. Austin | The Rarities                                                             | 2020 | [ n 87 ] |
| "Mesmerized" | M. Carey Loris Holland | The Rarities                                                             | 2020 | [ n 88 ] |
| "Lullaby of Birdland" (ao vivo)                                                                                                  | George Shearing George David Weiss | The Rarities                                                             | 2020 | [ n 89 ] |
| "Save the Day" (com Sra. Lauryn Hill)                                                                                            | M. Carey J. Dupri J. Wright Charles Fox Norman Gimbel | The Rarities                                                             | 2020 | [ n 90 ] |
| "Close My Eyes" (acústico) | M. Carey Walter Afanasieff | The Rarities                                                             | 2020 | [ a 48 ] |
| "Don't Play That Song (You Lied)"                                                                                                | Ahmet Ertegun Betty Nelson | The Live Debut – 1990                                                    | 2020 | [ a 49 ] |
| "Sugar Plum Fairy Introlude" | Tradicional | Merry Christmas: Deluxe Anniversary Edition                              | 2019 | [ a 50 ] |
| "Where I Belong" (Busta Rhymes com participação de Mariah Carey)                                                                 | Trevor Smith Ricardo Thomas Michel Sotolongo J. J Doe Smith | Extinction Level Event 2: The Wrath of God                               | 2020 | [ 66 ]   |
| "Oh Santa!" (com participação de Ariana Grande e Jennifer Hudson)                                                                | M. Carey Jermaine Dupri Bryan-Michael Cox | Mariah Carey's Magical Christmas Special (Apple TV+ Original Soundtrack) | 2020 | [ a 51 ] |
| "Overture 'Little Mariah's' Theme"                                                                                               | M. Carey Daniel Moore II | Mariah Carey's Magical Christmas Special (Apple TV+ Original Soundtrack) | 2020 | [ a 51 ] |
| "Sleigh Ride" | Leroy Anderson Mitchell Parish | Mariah Carey's Magical Christmas Special (Apple TV+ Original Soundtrack) | 2020 | [ a 51 ] |
| "Hark! The Herald Angels Sing" (Interlude)                                                                                       | Tradicional | Mariah Carey's Magical Christmas Special (Apple TV+ Original Soundtrack) | 2020 | [ a 51 ] |
| "When Christmas Comes" (Magical Christmas Mix)                                                                                   | M. Carey James Poyser | Mariah Carey's Magical Christmas Special (Apple TV+ Original Soundtrack) | 2020 | [ a 51 ] |
| "Let It Snow! Let It Snow! Let It Snow!" (Outro)                                                                                 | Sammy Cahn Jule Styne | Mariah Carey's Magical Christmas Special (Apple TV+ Original Soundtrack) | 2020 | [ a 51 ] |
| "Peanuts...All I Want" (Interlude)                                                                                               | M. Carey Walter Afanasieff | Mariah Carey's Magical Christmas Special (Apple TV+ Original Soundtrack) | 2020 | [ a 51 ] |
| "Christmas Time Is Here" | Vince Guaraldi Lee Mendelson | Mariah Carey's Magical Christmas Special (Apple TV+ Original Soundtrack) | 2020 | [ a 51 ] |
| "Santa Claus Is Coming to Town" (Intro)                                                                                          | Haven Gillespie John Fred Coots | Mariah Carey's Magical Christmas Special (Apple TV+ Original Soundtrack) | 2020 | [ a 51 ] |
| "Here Comes Santa Claus (Right Down Santa Claus Lane) / House Top Celebration" (com participação de Snoop Dogg e Jermaine Dupri) | Oakley Haldeman Gene Autry | Mariah Carey's Magical Christmas Special (Apple TV+ Original Soundtrack) | 2020 | [ a 51 ] |
| "Sugar Plum Fairy" (Magical Christmas Mix)                                                                                       | Tradicional | Mariah Carey's Magical Christmas Special (Apple TV+ Original Soundtrack) | 2020 | [ a 51 ] |
| "Christmas Time Is in the Air Again" (Magical Christmas Mix)                                                                     | M. Carey Marc Shaiman | Mariah Carey's Magical Christmas Special (Apple TV+ Original Soundtrack) | 2020 | [ a 51 ] |
| "O Holy Night" (Magical Christmas Mix)                                                                                           | Adolphe Adam | Mariah Carey's Magical Christmas Special (Apple TV+ Original Soundtrack) | 2020 | [ a 51 ] |
| "Joy to the World" (Magical Christmas Mix)                                                                                       | Tradicional Hoyt Axton | Mariah Carey's Magical Christmas Special (Apple TV+ Original Soundtrack) | 2020 | [ a 51 ] |
| "Silent Night" (Magical Christmas Mix)                                                                                           | Tradicional | Mariah Carey's Magical Christmas Special (Apple TV+ Original Soundtrack) | 2020 | [ a 51 ] |
| "All I Want for Christmas Is You" (Magical Christmas Mix)                                                                        | M. Carey Walter Afanasieff | Mariah Carey's Magical Christmas Special (Apple TV+ Original Soundtrack) | 2020 | [ a 51 ] |
| "Little Mimi's Theme" (Magical Christmas Mix)                                                                                    | M. Carey Daniel Moore II | Mariah Carey's Magical Christmas Special (Apple TV+ Original Soundtrack) | 2020 | [ a 51 ] |
| "Fall in Love at Christmas" (com Khalid e Kirk Franklin)                                                                         | M. Carey Khalid Robinson Kirk Franklin Daniel Moore II | Mariah's Christmas: The Magic Continues                                  | 2021 | [ 67 ]   |
| "Big Energy (Remix)" (com Latto e participação de DJ Khaled)                                                                     | Alyssa Stephens Lukasz Gottwald A1 LaFlare Adrian Belew Chris Frantz Jaucquez Lowe Randall Hammers Steven Stanley Theron Thomas Tina Weymouth Vaughn Oliver M. Carey Dave Hall | 777                                                                      | 2022 | [ 68 ]   |
| "We Belong Together" (Mimi's Late Night Valentine's Mix)                                                                         | M. Carey Jermaine Dupri Manuel Seal Johntá Austin Darnell Bristol Kenneth Edmonds Sidney DeWayne Bobby Womack Patrick Moten Sandra Sully                                       | —                                                                        | 2021 | [ n 73 ] |
| "Somewhat Loved (There You Go Breakin' My Heart)" (Jam & Lewis com participação de Mariah Carey)                                 | James Harris III Terry Lewis M. Carey Terius Nash | Jam & Lewis: Volume One                                                  | 2021 | [ 69 ]   |
| "The Roof (When I Feel The Need)" (com participação de Brandy)                                                                   | M. Carey Cory Rooney Kejuan Muchita Albert Johnson Jean Claude Oliver Samuel Barnes                                                                                            | Butterfly                                                                | 2022 | [ n 62 ] |
| "Honey" (Another Taste of Honey David Morales Mix)                                                                               | M. Carey Bobby Robinson Kamaal Fareed Larry Price Malcolm McLaren Sean Combs Stephen Hague Steven Jordan Ronald Larkins David Morales                                          | Butterfly: 25th Anniversary Expanded Edition                             | 2022 | [ n 32 ] |
| "Butterfly" (Amorphous Anniversary Club Mix) (com Amorphous)                                                                     | M. Carey Walter Afanasieff | Butterfly: 25th Anniversary Expanded Edition                             | 2022 | [ a 21 ] |
| "It's Only Make Believe" (Sam Moore com Mariah Carey e Vince Gill)                                                               | Jack Nance Conway Twitty | Overnight Sensational                                                    | 2006 | [ 70 ]   |
| "All I Live For" (Extended Version)                                                                                              | M. Carey W. Afanasieff | Music Box: 30th Anniversary Edition                                      | 2023 | [ a 30 ] |
| "Workin' Hard" | M. Carey | Music Box: 30th Anniversary Edition                                      | 2023 | [ a 30 ] |
| "My Prayer" | Georges Boulanger Jimmy Kennedy Carlos Gomez Barrera | Music Box: 30th Anniversary Edition                                      | 2023 | [ a 30 ] |
| "yes, and?" (Ariana Grande com Mariah Carey)                                                                                     | Ariana Grande Max Martin Ilya Salmanzadeh | Eternal Sunshine                                                         | 2024 | [ 71 ]   |
| "Circles" (e-lie com participação de Mariah Carey)                                                                               | M. Carey James Wright | —                                                                        | 2023 | [ n 91 ] |
| "Rainbow's End" | M. Carey David Morales James Harris III Terry Lewis | Rainbow: 25th Anniversary                                                | 2024 | [ a 53 ] |
| "How Much (So So Def Remix)" (com participação de Usher)                                                                         | M. Carey C Jermaine Dupri Bryan-Michael Cox Tupac Shakur Darryl Harper Tyrone Wrice Ricky Rouse                                                                                | Rainbow: 25th Anniversary                                                | 2024 | [ n 35 ] |
| "Thank God I Found You" (Mariah Only Version)                                                                                    | M. Carey James Harris III Terry Lewis | Rainbow: 25th Anniversary                                                | 2024 | [ a 53 ] |